# Élections municipales de 2014 dans les Landes
Les élections municipales se sont déroulées les 23 et 30 mars 2014 dans les Landes.

## Maires sortants et maires élus
La gauche recule en cédant Aire-sur-l'Adour, Peyrehorade, Saint-Pierre-du-Mont, Saint-Sever, Saint-Vincent-de-Tyrosse et Soorts-Hossegor. Elle se maintient toutefois à Dax, Saint-Paul-lès-Dax et Tarnos. Le MoDem conserve Mont-de-Marsan, chef-lieu du département. 
| Commune                  | Population | Maire sortant          | Parti | Parti | Maire élu              | Parti | Parti |
| ------------------------ | ---------- | ---------------------- | ----- | ----- | ---------------------- | ----- | ----- |
| Aire-sur-l'Adour         | 6 207      | Robert Cabe            |       | PS    | Xavier Lagrave         |       | UDI   |
| Biscarrosse              | 12 631     | Alain Dudon            |       | UMP   | Alain Dudon            |       | UMP   |
| Capbreton                | 8 087      | Patrick Laclédère      |       | PS    | Patrick Laclédère      |       | PS    |
| Dax                      | 20 299     | Gabriel Bellocq        |       | PS    | Gabriel Bellocq        |       | PS    |
| Hagetmau                 | 4 544      | Serge Lansaman         |       | DVD   | Serge Lansaman         |       | DVD   |
| Labenne                  | 4 954      | Jean-Luc Delpuech      |       | PS    | Jean-Luc Delpuech      |       | PS    |
| Mimizan                  | 7 084      | Christian Plantier     |       | DVD   | Christian Plantier     |       | DVD   |
| Mont-de-Marsan           | 31 188     | Geneviève Darrieussecq |       | MoDem | Geneviève Darrieussecq |       | MoDem |
| Morcenx                  | 4 562      | Jean-Claude Deyres     |       | PS    | Jean-Claude Deyres     |       | PS    |
| Ondres                   | 4 631      | Bernard Corrihons      |       | PS    | Eric Guilloteau        |       | PS    |
| Parentis-en-Born         | 5 421      | Christian Ernandoréna  |       | UMP   | Christian Ernandoréna  |       | UMP   |
| Peyrehorade              | 3 521      | Alain Siberchicot      |       | PS    | Didier Sakellarides    |       | DVD   |
| Saint-Martin-de-Seignanx | 4 885      | Christine Dardy        |       | PRG   | Lionel Causse          |       | PS    |
| Saint-Paul-lès-Dax       | 12 574     | Catherine Delmon       |       | DVG   | Catherine Delmon       |       | DVG   |
| Saint-Pierre-du-Mont     | 9 081      | Jean-Pierre Jullian    |       | DVG   | Joël Bonnet            |       | DVD   |
| Saint-Sever              | 4 758      | Jean-Pierre Dalm       |       | PS    | Arnaud Tauzin          |       | UMP   |
| Saint-Vincent-de-Tyrosse | 7 743      | Michèle Labeyrie       |       | PS    | Marie Aphatie          |       | UMP   |
| Soorts-Hossegor          | 3 758      | Xavier Soubestre       |       | DVG   | Xavier Gaudio          |       | UMP   |
| Soustons                 | 7 318      | Jean-Yves Montus       |       | PS    | Jean-Yves Montus       |       | PS    |
| Tarnos                   | 12 007     | Jean-Marc Lespade      |       | PCF   | Jean-Marc Lespade      |       | PCF   |

## Résultats en nombre de maires
| Étiquette    | Étiquette                            | Maires sortants | Maires élus | Évolution     |
| ------------ | ------------------------------------ | --------------- | ----------- | ------------- |
|              | Union pour un mouvement populaire    | 6               | 8           | 2             |
|              | Divers droite                        | 9               | 15          | 6             |
|              | Union des démocrates et indépendants | 1               | 4           | 3             |
|              | Modem                                | 4               | 5           | 1             |
| Total droite | Total droite                         | 20              | 32          | 12            |
|              | Parti communiste français            | 3               | 2           | 1             |
|              | Divers gauche                        | 16              | 23          | 7             |
|              | Parti socialiste                     | 41              | 29          | 12            |
|              | Parti radical de gauche              | 1               | 0           | 1             |
|              | Parti de gauche                      | 1               | 1           | en stagnation |
| Total gauche | Total gauche                         | 62              | 55          | 7             |
|              | Sans étiquette                       | 5               | 0           | 5             |
| Total        | Total                                | 87              | 87          | -             |

## Résultats dans les communes de plus de1 000 habitants

### Aire-sur-l'Adour
- Maire sortant : Robert Cabe (PS)
- 29 sièges à pourvoir au conseil municipal (population légale 2011 : 6 207 habitants)
- 14 sièges à pourvoir au conseil communautaire (CC d'Aire-sur-l'Adour)

|                          | Xavier Lagrave | UMP-UDI        | 1 824 | 57,43  | 23 | 11 |  |  |
|                          | Robert Cabe *  | PS-PCF         | 1 352 | 42,56  | 6  | 3  |  |  |
|                          |                |                |       |        |    |    |  |  |
| Inscrits                 | Inscrits       | Inscrits       | 4 530 | 100,00 |    |    |  |  |
| Abstentions              | Abstentions    | Abstentions    | 1 176 | 25,96  |    |    |  |  |
| Votants                  | Votants        | Votants        | 3 354 | 74,04  |    |    |  |  |
| Blancs et nuls           | Blancs et nuls | Blancs et nuls | 178   | 5,31   |    |    |  |  |
| Exprimés                 | Exprimés       | Exprimés       | 3 176 | 94,69  |    |    |  |  |
| * Liste du maire sortant |                |                |       |        |    |    |  |  |

### Amou
- Maire sortant : Jean-Jacques Darmaillacq (UMP)
- 19 sièges à pourvoir au conseil municipal (population légale 2011 : 1 583 habitants)
- 4 sièges à pourvoir au conseil communautaire (CC Coteaux et Vallées des Luys)

|                          | Jean-Jacques Darmaillacq* | UMP            | 563   | 62,90  | 16 | 3 |  |  |
|                          | Odile Lafitte             | PS             | 332   | 37,09  | 3  | 1 |  |  |
|                          |                           |                |       |        |    |   |  |  |
| Inscrits                 | Inscrits                  | Inscrits       | 1 180 | 100,00 |    |   |  |  |
| Abstentions              | Abstentions               | Abstentions    | 210   | 17,80  |    |   |  |  |
| Votants                  | Votants                   | Votants        | 970   | 82,20  |    |   |  |  |
| Blancs et nuls           | Blancs et nuls            | Blancs et nuls | 75    | 7,73   |    |   |  |  |
| Exprimés                 | Exprimés                  | Exprimés       | 895   | 92,27  |    |   |  |  |
| * Liste du maire sortant |                           |                |       |        |    |   |  |  |

### Angresse
- Maire sortant : Arnaud Pinatel (PS)
- 19 sièges à pourvoir au conseil municipal (population légale 2011 : 1 657 habitants)
- 2 sièges à pourvoir au conseil communautaire (CC de Maremne-Adour-Côte-Sud)

|                          | Arnaud Pinatel* | PS             | 701   | 100,00 | 19 | 2 |  |  |
|                          |                 |                |       |        |    |   |  |  |
| Inscrits                 | Inscrits        | Inscrits       | 1 340 | 100,00 |    |   |  |  |
| Abstentions              | Abstentions     | Abstentions    | 512   | 38,21  |    |   |  |  |
| Votants                  | Votants         | Votants        | 828   | 61,79  |    |   |  |  |
| Blancs et nuls           | Blancs et nuls  | Blancs et nuls | 127   | 15,34  |    |   |  |  |
| Exprimés                 | Exprimés        | Exprimés       | 701   | 84,66  |    |   |  |  |
| * Liste du maire sortant |                 |                |       |        |    |   |  |  |

### Bégaar
- Maire sortant : Alain Labarthe (SE)
- 15 sièges à pourvoir au conseil municipal (population légale 2011 : 1 090 habitants)
- 3 sièges à pourvoir au conseil communautaire (CC du Pays Tarusate)

|                | Jean-Pierre Poussard | DVD            | 394 | 56,52  | 12 | 2 |  |  |
|                | Guy Delmas           | UG             | 303 | 43,47  | 3  | 1 |  |  |
|                |                      |                |     |        |    |   |  |  |
| Inscrits       | Inscrits             | Inscrits       | 906 | 100,00 |    |   |  |  |
| Abstentions    | Abstentions          | Abstentions    | 189 | 20,86  |    |   |  |  |
| Votants        | Votants              | Votants        | 717 | 79,14  |    |   |  |  |
| Blancs et nuls | Blancs et nuls       | Blancs et nuls | 20  | 2,79   |    |   |  |  |
| Exprimés       | Exprimés             | Exprimés       | 697 | 97,21  |    |   |  |  |

### Bénesse-Maremne
- Maire sortant : Jean-François Dussin (PS)
- 19 sièges à pourvoir au conseil municipal (population légale 2011 : 2 372 habitants)
- 2 sièges à pourvoir au conseil communautaire (CC de Maremne-Adour-Côte-Sud)

|                | Jean-François Monet | DVG            | 928   | 100,00 | 19 | 2 |  |  |
|                |                     |                |       |        |    |   |  |  |
| Inscrits       | Inscrits            | Inscrits       | 2 049 | 100,00 |    |   |  |  |
| Abstentions    | Abstentions         | Abstentions    | 912   | 44,51  |    |   |  |  |
| Votants        | Votants             | Votants        | 1 137 | 55,49  |    |   |  |  |
| Blancs et nuls | Blancs et nuls      | Blancs et nuls | 209   | 18,38  |    |   |  |  |
| Exprimés       | Exprimés            | Exprimés       | 928   | 81,62  |    |   |  |  |

### Benquet
- Maire sortant : Pierre Mallet (MoDem)
- 19 sièges à pourvoir au conseil municipal (population légale 2011 : 1 512 habitants)
- 3 sièges à pourvoir au conseil communautaire (CA Mont-de-Marsan Agglomération)

|                          | Pierre Mallet* | MoDem          | 637   | 100,00 | 19 | 3 |  |  |
|                          |                |                |       |        |    |   |  |  |
| Inscrits                 | Inscrits       | Inscrits       | 1 299 | 100,00 |    |   |  |  |
| Abstentions              | Abstentions    | Abstentions    | 460   | 35,41  |    |   |  |  |
| Votants                  | Votants        | Votants        | 839   | 64,59  |    |   |  |  |
| Blancs et nuls           | Blancs et nuls | Blancs et nuls | 202   | 24,08  |    |   |  |  |
| Exprimés                 | Exprimés       | Exprimés       | 637   | 75,92  |    |   |  |  |
| * Liste du maire sortant |                |                |       |        |    |   |  |  |

### Bretagne-de-Marsan
- Maire sortant : Dominique Clavé (MoDem)
- 15 sièges à pourvoir au conseil municipal (population légale 2011 : 1 458 habitants)
- 3 sièges à pourvoir au conseil communautaire (CA Mont-de-Marsan Agglomération)

|                          | Dominique Clavé* | MoDem          | 584 | 100,00 | 15 | 3 |  |  |
|                          |                  |                |     |        |    |   |  |  |
| Inscrits                 | Inscrits         | Inscrits       | 978 | 100,00 |    |   |  |  |
| Abstentions              | Abstentions      | Abstentions    | 310 | 31,70  |    |   |  |  |
| Votants                  | Votants          | Votants        | 668 | 68,30  |    |   |  |  |
| Blancs et nuls           | Blancs et nuls   | Blancs et nuls | 84  | 12,57  |    |   |  |  |
| Exprimés                 | Exprimés         | Exprimés       | 584 | 87,43  |    |   |  |  |
| * Liste du maire sortant |                  |                |     |        |    |   |  |  |

### Biscarrosse
- Maire sortant : Alain Dudon (UMP)
- 33 sièges à pourvoir au conseil municipal (population légale 2011 : 12 631 habitants)
- 16 sièges à pourvoir au conseil communautaire (CC des Grands Lacs)

|                          | Alain Dudon *    | UMP-UDI        | 4 936  | 75,71  | 29 | 14 |  |  |
|                          | Patrick Dorville | PS             | 1 583  | 24,28  | 4  | 2  |  |  |
|                          |                  |                |        |        |    |    |  |  |
| Inscrits                 | Inscrits         | Inscrits       | 11 330 | 100,00 |    |    |  |  |
| Abstentions              | Abstentions      | Abstentions    | 4 401  | 38,84  |    |    |  |  |
| Votants                  | Votants          | Votants        | 6 929  | 61,16  |    |    |  |  |
| Blancs et nuls           | Blancs et nuls   | Blancs et nuls | 410    | 5,92   |    |    |  |  |
| Exprimés                 | Exprimés         | Exprimés       | 6 519  | 94,08  |    |    |  |  |
| * Liste du maire sortant |                  |                |        |        |    |    |  |  |

### Capbreton
- Maire sortant : Patrick Laclédère (PS)
- 29 sièges à pourvoir au conseil municipal (population légale 2011 : 8 087 habitants)
- 6 sièges à pourvoir au conseil communautaire (CC de Maremne-Adour-Côte-Sud)

|                          | Patrick Laclédère * | PS-PCF         | 2 297 | 53,76  | 23 | 5 |  |  |
|                          | Nathalie Castets    | UMP-UDI        | 1 975 | 46,23  | 6  | 1 |  |  |
|                          |                     |                |       |        |    |   |  |  |
| Inscrits                 | Inscrits            | Inscrits       | 7 265 | 100,00 |    |   |  |  |
| Abstentions              | Abstentions         | Abstentions    | 2 726 | 37,52  |    |   |  |  |
| Votants                  | Votants             | Votants        | 4 539 | 62,48  |    |   |  |  |
| Blancs et nuls           | Blancs et nuls      | Blancs et nuls | 267   | 5,88   |    |   |  |  |
| Exprimés                 | Exprimés            | Exprimés       | 4 272 | 94,12  |    |   |  |  |
| * Liste du maire sortant |                     |                |       |        |    |   |  |  |

### Castets
- Maire sortant : Jean-Pierre Béguery (SE)
- 19 sièges à pourvoir au conseil municipal (population légale 2011 : 1 976 habitants)
- 5 sièges à pourvoir au conseil communautaire (CC Côte Landes Nature)

|                | Philippe Mouhel | MoDem          | 613   | 52,43  | 15 | 5 |  |  |
|                | Sébastien Camin | DVD            | 289   | 24,72  | 2  |   |  |  |
|                | Serge Bareyt    | DVG            | 267   | 22,84  | 2  |   |  |  |
|                |                 |                |       |        |    |   |  |  |
| Inscrits       | Inscrits        | Inscrits       | 1 569 | 100,00 |    |   |  |  |
| Abstentions    | Abstentions     | Abstentions    | 364   | 23,20  |    |   |  |  |
| Votants        | Votants         | Votants        | 1 205 | 76,80  |    |   |  |  |
| Blancs et nuls | Blancs et nuls  | Blancs et nuls | 36    | 2,99   |    |   |  |  |
| Exprimés       | Exprimés        | Exprimés       | 1 169 | 97,01  |    |   |  |  |

### Cazères-sur-l'Adour
- Maire sortant : Francis Desblancs (DVD)
- 15 sièges à pourvoir au conseil municipal (population légale 2011 : 1 147 habitants)
- 4 sièges à pourvoir au conseil communautaire (CC du Pays grenadois)

|                          | Francis Desblancs* | DVD            | 479 | 100,00 | 15 | 4 |  |  |
|                          |                    |                |     |        |    |   |  |  |
| Inscrits                 | Inscrits           | Inscrits       | 793 | 100,00 |    |   |  |  |
| Abstentions              | Abstentions        | Abstentions    | 257 | 32,41  |    |   |  |  |
| Votants                  | Votants            | Votants        | 536 | 67,59  |    |   |  |  |
| Blancs et nuls           | Blancs et nuls     | Blancs et nuls | 57  | 10,63  |    |   |  |  |
| Exprimés                 | Exprimés           | Exprimés       | 479 | 89,37  |    |   |  |  |
| * Liste du maire sortant |                    |                |     |        |    |   |  |  |

### Dax
- Maire sortant : Gabriel Bellocq (PS)
- 35 sièges à pourvoir au conseil municipal (population légale 2011 : 20 299 habitants)
- 19 sièges à pourvoir au conseil communautaire (CA Grand Dax Agglomération)

| Tête de liste            | Tête de liste       | Liste          | Premier tour | Premier tour | Second tour | Second tour | Sièges | Sièges |
| Tête de liste            | Tête de liste       | Liste          | Voix         | %            | Voix        | %           | CM     | CC     |
| ------------------------ | ------------------- | -------------- | ------------ | ------------ | ----------- | ----------- | ------ | ------ |
|                          | Gabriel Bellocq *   | PS-PCF         | 4 017        | 44,56        | 4 624       | 49,38       | 27     | 15     |
|                          | Jean-Pierre Bastiat | UMP-UDI        | 3 503        | 38,86        | 3 992       | 42,63       | 7      | 4      |
|                          | Christophe Bardin   | FN-RBM         | 957          | 10,61        | 747         | 7,97        | 1      |        |
|                          | Didier Zarzuelo     | PG             | 536          | 5,94         |             |             |        |        |
|                          |                     |                |              |              |             |             |        |        |
| Inscrits                 | Inscrits            | Inscrits       | 14 641       | 100,00       | 14 643      | 100,00      |        |        |
| Abstentions              | Abstentions         | Abstentions    | 5 313        | 36,29        | 4 939       | 33,73       |        |        |
| Votants                  | Votants             | Votants        | 9 328        | 63,71        | 9 704       | 66,27       |        |        |
| Blancs et nuls           | Blancs et nuls      | Blancs et nuls | 315          | 3,38         | 341         | 3,51        |        |        |
| Exprimés                 | Exprimés            | Exprimés       | 9 013        | 96,62        | 9 363       | 96,49       |        |        |
| * Liste du maire sortant |                     |                |              |              |             |             |        |        |

### Gabarret
- Maire sortant : Jean-Jacques Dulin (UMP)
- 15 sièges à pourvoir au conseil municipal (population légale 2011 : 1 303 habitants)
- 5 sièges à pourvoir au conseil communautaire (CC du Gabardan)

|                | Stéphane Barlaud | DVD            | 438 | 100,00 | 15 | 5 |  |  |
|                |                  |                |     |        |    |   |  |  |
| Inscrits       | Inscrits         | Inscrits       | 955 | 100,00 |    |   |  |  |
| Abstentions    | Abstentions      | Abstentions    | 261 | 27,33  |    |   |  |  |
| Votants        | Votants          | Votants        | 694 | 72,67  |    |   |  |  |
| Blancs et nuls | Blancs et nuls   | Blancs et nuls | 256 | 36,89  |    |   |  |  |
| Exprimés       | Exprimés         | Exprimés       | 438 | 63,11  |    |   |  |  |

### Gamarde-les-Bains
- Maire sortant : André Cazaux (PS)
- 15 sièges à pourvoir au conseil municipal (population légale 2011 : 1 088 habitants)
- 3 sièges à pourvoir au conseil communautaire (CC Terres de Chalosse)

|                          | André Cazaux*             | PS             | 408 | 59,64  | 12 | 2 |  |  |
|                          | Jean-Claude Saint-Germain | DVD            | 276 | 40,35  | 3  | 1 |  |  |
|                          |                           |                |     |        |    |   |  |  |
| Inscrits                 | Inscrits                  | Inscrits       | 877 | 100,00 |    |   |  |  |
| Abstentions              | Abstentions               | Abstentions    | 160 | 18,24  |    |   |  |  |
| Votants                  | Votants                   | Votants        | 717 | 81,76  |    |   |  |  |
| Blancs et nuls           | Blancs et nuls            | Blancs et nuls | 33  | 4,60   |    |   |  |  |
| Exprimés                 | Exprimés                  | Exprimés       | 684 | 95,40  |    |   |  |  |
| * Liste du maire sortant |                           |                |     |        |    |   |  |  |

### Grenade-sur-l'Adour
- Maire sortant : Pierre Dufourcq (UDI)
- 23 sièges à pourvoir au conseil municipal (population légale 2011 : 2 504 habitants)
- 5 sièges à pourvoir au conseil communautaire (CC du Pays grenadois)

|                          | Pierre Dufourcq * | UDI            | 688   | 50,32  | 18 | 4 |  |  |
|                          | Robert Clave      | PS             | 679   | 49,67  | 5  | 1 |  |  |
|                          |                   |                |       |        |    |   |  |  |
| Inscrits                 | Inscrits          | Inscrits       | 1 981 | 100,00 |    |   |  |  |
| Abstentions              | Abstentions       | Abstentions    | 538   | 27,16  |    |   |  |  |
| Votants                  | Votants           | Votants        | 1 443 | 72,84  |    |   |  |  |
| Blancs et nuls           | Blancs et nuls    | Blancs et nuls | 76    | 5,27   |    |   |  |  |
| Exprimés                 | Exprimés          | Exprimés       | 1 367 | 94,73  |    |   |  |  |
| * Liste du maire sortant |                   |                |       |        |    |   |  |  |

### Habas
- Maire sortant : Jean Lalanne (PS)
- 15 sièges à pourvoir au conseil municipal (population légale 2011 : 1 438 habitants)
- 4 sièges à pourvoir au conseil communautaire (CC du Pays d'Orthe et Arrigans)

|                | Jean-François Lataste | UG             | 480   | 59,04  | 12 | 3 |  |  |
|                | Pierre Lalanne        | DVD            | 333   | 40,95  | 3  | 1 |  |  |
|                |                       |                |       |        |    |   |  |  |
| Inscrits       | Inscrits              | Inscrits       | 1 126 | 100,00 |    |   |  |  |
| Abstentions    | Abstentions           | Abstentions    | 273   | 24,25  |    |   |  |  |
| Votants        | Votants               | Votants        | 853   | 75,75  |    |   |  |  |
| Blancs et nuls | Blancs et nuls        | Blancs et nuls | 40    | 4,69   |    |   |  |  |
| Exprimés       | Exprimés              | Exprimés       | 813   | 95,31  |    |   |  |  |

### Hagetmau
- Maire sortant : Serge Lansaman (DVD)
- 27 sièges à pourvoir au conseil municipal (population légale 2011 : 4 544 habitants)
- 15 sièges à pourvoir au conseil communautaire (CC Chalosse Tursan)

|                          | Serge Lansaman * | DVD            | 1 641 | 54,06  | 21 | 12 |  |  |
|                          | Monique Lubin    | PS             | 1 394 | 45,93  | 6  | 3  |  |  |
|                          |                  |                |       |        |    |    |  |  |
| Inscrits                 | Inscrits         | Inscrits       | 3 724 | 100,00 |    |    |  |  |
| Abstentions              | Abstentions      | Abstentions    | 602   | 16,17  |    |    |  |  |
| Votants                  | Votants          | Votants        | 3 122 | 83,83  |    |    |  |  |
| Blancs et nuls           | Blancs et nuls   | Blancs et nuls | 87    | 2,79   |    |    |  |  |
| Exprimés                 | Exprimés         | Exprimés       | 3 035 | 97,21  |    |    |  |  |
| * Liste du maire sortant |                  |                |       |        |    |    |  |  |

### Herm
- Maire sortant : Robert Pouysegu (DVD)
- 15 sièges à pourvoir au conseil municipal (population légale 2011 : 1 057 habitants)
- 1 sièges à pourvoir au conseil communautaire (CC du Grand Dax)

|                | Philippe Cagnimel | DVD            | 404 | 62,34  | 12 | 1 |  |  |
|                | Gérard Castillon  | DVG            | 244 | 37,65  | 3  |   |  |  |
|                |                   |                |     |        |    |   |  |  |
| Inscrits       | Inscrits          | Inscrits       | 834 | 100,00 |    |   |  |  |
| Abstentions    | Abstentions       | Abstentions    | 146 | 17,51  |    |   |  |  |
| Votants        | Votants           | Votants        | 688 | 82,49  |    |   |  |  |
| Blancs et nuls | Blancs et nuls    | Blancs et nuls | 40  | 5,81   |    |   |  |  |
| Exprimés       | Exprimés          | Exprimés       | 648 | 94,19  |    |   |  |  |

### Heugas
- Maire sortant : Jean-Louis Ducamps (PS)
- 15 sièges à pourvoir au conseil municipal (population légale 2011 : 1 263 habitants)
- 1 sièges à pourvoir au conseil communautaire (CA Grand Dax Agglomération)

| Tête de liste  | Tête de liste  | Liste          | Premier tour | Premier tour | Sièges | Sièges |
| Tête de liste  | Tête de liste  | Liste          | Voix         | %            | CM     | CC     |
| -------------- | -------------- | -------------- | ------------ | ------------ | ------ | ------ |
|                | Serge Pomarez  | PS             | 606          | 100,00       | 15     | 1      |
| Inscrits       | Inscrits       | Inscrits       | 1 083        | 100,00       |        |        |
| Abstentions    | Abstentions    | Abstentions    | 295          | 27,24        |        |        |
| Votants        | Votants        | Votants        | 788          | 72,76        |        |        |
| Blancs et nuls | Blancs et nuls | Blancs et nuls | 182          | 23,10        |        |        |
| Exprimés       | Exprimés       | Exprimés       | 606          | 76,90        |        |        |

### Hinx
- Maire sortant : Yves Bats (UMP)
- 19 sièges à pourvoir au conseil municipal (population légale 2011 : 1 836 habitants)
- 4 sièges à pourvoir au conseil communautaire (CC du Canton de Montfort-en-Chalosse)

|                          | Yves Bats*     | UMP            | 625   | 60,97  | 16 | 3 |  |  |
|                          | Patrice Clavé  | DVG            | 400   | 39,02  | 3  | 1 |  |  |
|                          |                |                |       |        |    |   |  |  |
| Inscrits                 | Inscrits       | Inscrits       | 1 337 | 100,00 |    |   |  |  |
| Abstentions              | Abstentions    | Abstentions    | 266   | 19,90  |    |   |  |  |
| Votants                  | Votants        | Votants        | 1 071 | 80,10  |    |   |  |  |
| Blancs et nuls           | Blancs et nuls | Blancs et nuls | 46    | 4,30   |    |   |  |  |
| Exprimés                 | Exprimés       | Exprimés       | 1 025 | 95,70  |    |   |  |  |
| * Liste du maire sortant |                |                |       |        |    |   |  |  |

### Labatut
- Maire sortant : Bernard Dupont (DVG)
- 15 sièges à pourvoir au conseil municipal (population légale 2011 : 1 461 habitants)
- 3 sièges à pourvoir au conseil communautaire (CC du Pays d'Orthe)

|                          | Bernard Dupont* | DVG            | 529   | 68,79  | 13 | 3 |  |  |
|                          | Alain Mages     | DVD            | 240   | 31,20  | 2  |   |  |  |
|                          |                 |                |       |        |    |   |  |  |
| Inscrits                 | Inscrits        | Inscrits       | 1 021 | 100,00 |    |   |  |  |
| Abstentions              | Abstentions     | Abstentions    | 214   | 20,96  |    |   |  |  |
| Votants                  | Votants         | Votants        | 807   | 79,04  |    |   |  |  |
| Blancs et nuls           | Blancs et nuls  | Blancs et nuls | 38    | 4,71   |    |   |  |  |
| Exprimés                 | Exprimés        | Exprimés       | 769   | 95,29  |    |   |  |  |
| * Liste du maire sortant |                 |                |       |        |    |   |  |  |

### Labenne
- Maire sortant : Jean-Luc Delpuech (PS)
- 27 sièges à pourvoir au conseil municipal (population légale 2011 : 4 954 habitants)
- 4 sièges à pourvoir au conseil communautaire (CC de Maremne-Adour-Côte-Sud)

|                          | Jean-Luc Delpuech * | PS-PCF         | 1 554 | 63,32  | 22 | 3 |  |  |
|                          | Nathalie Decoux     | DVD            | 900   | 36,67  | 5  | 1 |  |  |
|                          |                     |                |       |        |    |   |  |  |
| Inscrits                 | Inscrits            | Inscrits       | 3 790 | 100,00 |    |   |  |  |
| Abstentions              | Abstentions         | Abstentions    | 1 210 | 31,93  |    |   |  |  |
| Votants                  | Votants             | Votants        | 2 580 | 68,07  |    |   |  |  |
| Blancs et nuls           | Blancs et nuls      | Blancs et nuls | 126   | 4,88   |    |   |  |  |
| Exprimés                 | Exprimés            | Exprimés       | 2 454 | 95,12  |    |   |  |  |
| * Liste du maire sortant |                     |                |       |        |    |   |  |  |

### Labouheyre
- Maire sortant : Jean Louis Pedeuboy (PS)
- 23 sièges à pourvoir au conseil municipal (population légale 2011 : 2 628 habitants)
- 6 sièges à pourvoir au conseil communautaire (CC Cœur Haute Lande)

|                | Jean-Louis Pedeuboy* | PS-PCF         | 685   | 56,10  | 18 | 5 |  |  |
|                | Michel Ibarrart      | DVG            | 536   | 43,89  | 5  | 1 |  |  |
|                |                      |                |       |        |    |   |  |  |
| Inscrits       | Inscrits             | Inscrits       | 1 869 | 100,00 |    |   |  |  |
| Abstentions    | Abstentions          | Abstentions    | 566   | 30,28  |    |   |  |  |
| Votants        | Votants              | Votants        | 1 303 | 69,72  |    |   |  |  |
| Blancs et nuls | Blancs et nuls       | Blancs et nuls | 82    | 6,29   |    |   |  |  |
| Exprimés       | Exprimés             | Exprimés       | 1 221 | 93,71  |    |   |  |  |

### Léon
- Maire sortant : Gérard Subsol (PS)
- 19 sièges à pourvoir au conseil municipal (population légale 2011 : 1 923 habitants)
- 5 sièges à pourvoir au conseil communautaire (CC Côte Landes Nature)

|                | Jean Mora      | DVD            | 625   | 50,28  | 15 | 4 |  |  |
|                | Gérard Subsol* | UG             | 618   | 49,71  | 4  | 1 |  |  |
|                |                |                |       |        |    |   |  |  |
| Inscrits       | Inscrits       | Inscrits       | 1 656 | 100,00 |    |   |  |  |
| Abstentions    | Abstentions    | Abstentions    | 347   | 20,95  |    |   |  |  |
| Votants        | Votants        | Votants        | 1 309 | 79,05  |    |   |  |  |
| Blancs et nuls | Blancs et nuls | Blancs et nuls | 66    | 5,04   |    |   |  |  |
| Exprimés       | Exprimés       | Exprimés       | 1 243 | 94,96  |    |   |  |  |

### Lesperon
- Maire sortant : Hélène Cousseau (PG)
- 15 sièges à pourvoir au conseil municipal (population légale 2011 : 1 032 habitants)
- 3 sièges à pourvoir au conseil communautaire (CC du Pays Morcenais)

|                          | Hélène Cousseau * | UG             | 413 | 100,00 | 15 | 3 |
| Inscrits                 | Inscrits          | Inscrits       | 835 | 100,00 |    |   |
| Abstentions              | Abstentions       | Abstentions    | 266 | 31,86  |    |   |
| Votants                  | Votants           | Votants        | 569 | 68,14  |    |   |
| Blancs et nuls           | Blancs et nuls    | Blancs et nuls | 156 | 27,42  |    |   |
| Exprimés                 | Exprimés          | Exprimés       | 413 | 72,58  |    |   |
| * Liste du maire sortant |                   |                |     |        |    |   |

### Linxe
- Maire sortant : Albert Tonneau (PS)
- 15 sièges à pourvoir au conseil municipal (population légale 2011 : 1 288 habitants)
- 4 sièges à pourvoir au conseil communautaire (CC Côte Landes Nature)

|                          | Albert Tonneau* | PS             | 562   | 68,03  | 13 | 4 |  |  |
|                          | Marc Vernier    | DVD            | 264   | 31,96  | 2  |   |  |  |
|                          |                 |                |       |        |    |   |  |  |
| Inscrits                 | Inscrits        | Inscrits       | 1 111 | 100,00 |    |   |  |  |
| Abstentions              | Abstentions     | Abstentions    | 223   | 20,07  |    |   |  |  |
| Votants                  | Votants         | Votants        | 888   | 79,93  |    |   |  |  |
| Blancs et nuls           | Blancs et nuls  | Blancs et nuls | 62    | 6,98   |    |   |  |  |
| Exprimés                 | Exprimés        | Exprimés       | 826   | 93,02  |    |   |  |  |
| * Liste du maire sortant |                 |                |       |        |    |   |  |  |

### Lit-et-Mixe
- Maire sortant : Bertrand Puyo (UMP)
- 19 sièges à pourvoir au conseil municipal (population légale 2011 : 1 524 habitants)
- 5 sièges à pourvoir au conseil communautaire (CC Côte Landes Nature)

|                          | Bertrand Puyo* | UMP            | 673   | 61,07  | 16 | 4 |  |  |
|                          | Pierre Juyon   | DVG            | 429   | 38,92  | 3  | 1 |  |  |
|                          |                |                |       |        |    |   |  |  |
| Inscrits                 | Inscrits       | Inscrits       | 1 387 | 100,00 |    |   |  |  |
| Abstentions              | Abstentions    | Abstentions    | 248   | 17,88  |    |   |  |  |
| Votants                  | Votants        | Votants        | 1 139 | 82,12  |    |   |  |  |
| Blancs et nuls           | Blancs et nuls | Blancs et nuls | 37    | 3,25   |    |   |  |  |
| Exprimés                 | Exprimés       | Exprimés       | 1 102 | 96,75  |    |   |  |  |
| * Liste du maire sortant |                |                |       |        |    |   |  |  |

### Magescq
- Maire sortant : Jean-Claude Saubion (PS)
- 19 sièges à pourvoir au conseil municipal (population légale 2011 : 1 894 habitants)
- 2 sièges à pourvoir au conseil communautaire (CC de Maremne-Adour-Côte-Sud)

|                          | Jean-Claude Saubion*  | PS             | 636   | 59,94  | 15 | 2 |  |  |
|                          | Jean-Robert Castillon | DVD            | 425   | 40,05  | 4  |   |  |  |
|                          |                       |                |       |        |    |   |  |  |
| Inscrits                 | Inscrits              | Inscrits       | 1 439 | 100,00 |    |   |  |  |
| Abstentions              | Abstentions           | Abstentions    | 318   | 22,17  |    |   |  |  |
| Votants                  | Votants               | Votants        | 1 120 | 77,83  |    |   |  |  |
| Blancs et nuls           | Blancs et nuls        | Blancs et nuls | 59    | 5,27   |    |   |  |  |
| Exprimés                 | Exprimés              | Exprimés       | 1 061 | 94,73  |    |   |  |  |
| * Liste du maire sortant |                       |                |       |        |    |   |  |  |

### Mées
- Maire sortant : Alain Bucau (DVG)
- 19 sièges à pourvoir au conseil municipal (population légale 2011 : 1 733 habitants)
- 2 sièges à pourvoir au conseil communautaire (CA Grand Dax Agglomération)

|                | Lydia Nigita   | DVG            | 636   | 75,00  | 17 | 2 |  |  |
|                | Antonin Blanc  | DVD            | 212   | 25,00  | 2  |   |  |  |
|                |                |                |       |        |    |   |  |  |
| Inscrits       | Inscrits       | Inscrits       | 1 401 | 100,00 |    |   |  |  |
| Abstentions    | Abstentions    | Abstentions    | 401   | 28,62  |    |   |  |  |
| Votants        | Votants        | Votants        | 1 000 | 71,38  |    |   |  |  |
| Blancs et nuls | Blancs et nuls | Blancs et nuls | 152   | 15,20  |    |   |  |  |
| Exprimés       | Exprimés       | Exprimés       | 848   | 84,80  |    |   |  |  |

### Meilhan
- Maire sortant : Guy Rollin (DVD)
- 15 sièges à pourvoir au conseil municipal (population légale 2011 : 1 119 habitants)
- 3 sièges à pourvoir au conseil communautaire (CC du Pays Tarusate)

|                | Patricia Loubere  | DVD            | 409 | 65,23  | 13 | 2 |  |  |
|                | Maurice Testemale | DVG            | 218 | 34,76  | 2  | 1 |  |  |
|                |                   |                |     |        |    |   |  |  |
| Inscrits       | Inscrits          | Inscrits       | 880 | 100,00 |    |   |  |  |
| Abstentions    | Abstentions       | Abstentions    | 220 | 25,00  |    |   |  |  |
| Votants        | Votants           | Votants        | 660 | 75,00  |    |   |  |  |
| Blancs et nuls | Blancs et nuls    | Blancs et nuls | 33  | 5,00   |    |   |  |  |
| Exprimés       | Exprimés          | Exprimés       | 627 | 95,00  |    |   |  |  |

### Mimbaste
- Maire sortant : Robert Dessalles (PS)
- 15 sièges à pourvoir au conseil municipal (population légale 2011 : 1 033 habitants)
- 3 sièges à pourvoir au conseil communautaire (CC du Pays d'Orthe et Arrigans)

|                | Michel Lesclauze | PS             | 358 | 59,27  | 12 | 2 |  |  |
|                | Julien Blanchard | DVG            | 246 | 40,72  | 3  | 1 |  |  |
|                |                  |                |     |        |    |   |  |  |
| Inscrits       | Inscrits         | Inscrits       | 810 | 100,00 |    |   |  |  |
| Abstentions    | Abstentions      | Abstentions    | 162 | 20,00  |    |   |  |  |
| Votants        | Votants          | Votants        | 648 | 80,00  |    |   |  |  |
| Blancs et nuls | Blancs et nuls   | Blancs et nuls | 44  | 6,79   |    |   |  |  |
| Exprimés       | Exprimés         | Exprimés       | 604 | 93,21  |    |   |  |  |

### Mimizan
- Maire sortant : Christian Plantier (DVD)
- 29 sièges à pourvoir au conseil municipal (population légale 2011 : 7 084 habitants)
- 16 sièges à pourvoir au conseil communautaire (CC de Mimizan)

|                          | Christian Plantier * | DVD            | 2 051 | 51,01  | 22 | 12 |  |  |
|                          | Xavier Fortinon      | PS-PCF         | 1 796 | 44,67  | 7  | 4  |  |  |
|                          | Thierry Monfouga     | DVD            | 173   | 4,30   |    |    |  |  |
|                          |                      |                |       |        |    |    |  |  |
| Inscrits                 | Inscrits             | Inscrits       | 5 637 | 100,00 |    |    |  |  |
| Abstentions              | Abstentions          | Abstentions    | 1 449 | 25,71  |    |    |  |  |
| Votants                  | Votants              | Votants        | 4 188 | 74,29  |    |    |  |  |
| Blancs et nuls           | Blancs et nuls       | Blancs et nuls | 168   | 4,01   |    |    |  |  |
| Exprimés                 | Exprimés             | Exprimés       | 4 020 | 95,99  |    |    |  |  |
| * Liste du maire sortant |                      |                |       |        |    |    |  |  |

### Moliets-et-Maa
- Maire sortant : Anne-Marie Cancouet (PS)
- 15 sièges à pourvoir au conseil municipal (population légale 2011 : 1 024 habitants)
- 1 sièges à pourvoir au conseil communautaire (CC de Maremne-Adour-Côte-Sud)

|                | Mireille Multeau | DVG            | 314 | 50,97  | 12 | 1 |  |  |
|                | Patrick Laborde  | DVG            | 302 | 49,02  | 3  |   |  |  |
|                |                  |                |     |        |    |   |  |  |
| Inscrits       | Inscrits         | Inscrits       | 847 | 100,00 |    |   |  |  |
| Abstentions    | Abstentions      | Abstentions    | 185 | 21,84  |    |   |  |  |
| Votants        | Votants          | Votants        | 662 | 78,16  |    |   |  |  |
| Blancs et nuls | Blancs et nuls   | Blancs et nuls | 46  | 6,95   |    |   |  |  |
| Exprimés       | Exprimés         | Exprimés       | 616 | 93,05  |    |   |  |  |

### Mont-de-Marsan
- Maire sortant : Geneviève Darrieussecq (MoDem)
- 39 sièges à pourvoir au conseil municipal (population légale 2011 : 31 188 habitants)
- 28 sièges à pourvoir au conseil communautaire (CA Mont-de-Marsan Agglomération)

|                          | Geneviève Darrieussecq * | UMP-UDI        | 7 286  | 56,01  | 31 | 23 |  |  |
|                          | Renaud Lahitete          | PS-PCF         | 3 885  | 29,86  | 6  | 4  |  |  |
|                          | Julien Antunes           | FN-RBM         | 1 150  | 8,84   | 1  | 1  |  |  |
|                          | Céline Piot              | PG-EELV        | 687    | 5,28   | 1  |    |  |  |
|                          |                          |                |        |        |    |    |  |  |
| Inscrits                 | Inscrits                 | Inscrits       | 20 494 | 100,00 |    |    |  |  |
| Abstentions              | Abstentions              | Abstentions    | 7 158  | 34,93  |    |    |  |  |
| Votants                  | Votants                  | Votants        | 13 336 | 65,07  |    |    |  |  |
| Blancs et nuls           | Blancs et nuls           | Blancs et nuls | 328    | 2,46   |    |    |  |  |
| Exprimés                 | Exprimés                 | Exprimés       | 13 008 | 97,54  |    |    |  |  |
| * Liste du maire sortant |                          |                |        |        |    |    |  |  |

### Montfort-en-Chalosse
- Maire sortant : François Dartigue-Peyrou (DVG)
- 15 sièges à pourvoir au conseil municipal (population légale 2011 : 1 158 habitants)
- 3 sièges à pourvoir au conseil communautaire (CC Terres de Chalosse)

|                | Jean-Paul Dupin | DVD            | 412 | 62,90  | 13 | 2 |  |  |
|                | Jean Fargues    | DVG            | 243 | 37,09  | 2  | 1 |  |  |
|                |                 |                |     |        |    |   |  |  |
| Inscrits       | Inscrits        | Inscrits       | 869 | 100,00 |    |   |  |  |
| Abstentions    | Abstentions     | Abstentions    | 194 | 22,32  |    |   |  |  |
| Votants        | Votants         | Votants        | 675 | 77,68  |    |   |  |  |
| Blancs et nuls | Blancs et nuls  | Blancs et nuls | 20  | 2,96   |    |   |  |  |
| Exprimés       | Exprimés        | Exprimés       | 655 | 97,04  |    |   |  |  |

### Morcenx
- Maire sortant : Jean-Claude Deyres (PS)
- 27 sièges à pourvoir au conseil municipal (population légale 2011 : 4 562 habitants)
- 10 sièges à pourvoir au conseil communautaire (CC du Pays Morcenais)

|                          | Jean-Claude Deyres * | PS-PCF         | 1 539 | 65,99  | 23 | 8 |  |  |
|                          | Luc Scognamiglio     | DVG            | 793   | 34,00  | 4  | 2 |  |  |
|                          |                      |                |       |        |    |   |  |  |
| Inscrits                 | Inscrits             | Inscrits       | 3 518 | 100,00 |    |   |  |  |
| Abstentions              | Abstentions          | Abstentions    | 961   | 27,32  |    |   |  |  |
| Votants                  | Votants              | Votants        | 2 557 | 72,68  |    |   |  |  |
| Blancs et nuls           | Blancs et nuls       | Blancs et nuls | 225   | 8,80   |    |   |  |  |
| Exprimés                 | Exprimés             | Exprimés       | 2 332 | 91,20  |    |   |  |  |
| * Liste du maire sortant |                      |                |       |        |    |   |  |  |

### Mugron
- Maire sortant : Eric Ducos (DVG)
- 15 sièges à pourvoir au conseil municipal (population légale 2011 : 1 397 habitants)
- 3 sièges à pourvoir au conseil communautaire (CC Terres de Chalosse)

|                          | Eric Ducos*    | DVG            | 474   | 61,00  | 12 | 2 |  |  |
|                          | Bernard Salles | PS             | 303   | 38,99  | 3  | 1 |  |  |
|                          |                |                |       |        |    |   |  |  |
| Inscrits                 | Inscrits       | Inscrits       | 1 015 | 100,00 |    |   |  |  |
| Abstentions              | Abstentions    | Abstentions    | 171   | 16,85  |    |   |  |  |
| Votants                  | Votants        | Votants        | 844   | 83,15  |    |   |  |  |
| Blancs et nuls           | Blancs et nuls | Blancs et nuls | 67    | 7,94   |    |   |  |  |
| Exprimés                 | Exprimés       | Exprimés       | 777   | 92,06  |    |   |  |  |
| * Liste du maire sortant |                |                |       |        |    |   |  |  |

### Narrosse
- Maire sortant : Jean-Claude Lacrouzade (DVD)
- 23 sièges à pourvoir au conseil municipal (population légale 2011 : 3 083 habitants)
- 2 sièges à pourvoir au conseil communautaire (CA Grand Dax Agglomération)

|                          | Gérard Le Bail           | PS             | 851   | 52,79  | 18 | 2 |  |  |
|                          | Jean-Claude Lacrouzade * | DVD            | 761   | 47,20  | 5  |   |  |  |
|                          |                          |                |       |        |    |   |  |  |
| Inscrits                 | Inscrits                 | Inscrits       | 2 395 | 100,00 |    |   |  |  |
| Abstentions              | Abstentions              | Abstentions    | 722   | 30,15  |    |   |  |  |
| Votants                  | Votants                  | Votants        | 1 673 | 69,85  |    |   |  |  |
| Blancs et nuls           | Blancs et nuls           | Blancs et nuls | 61    | 3,65   |    |   |  |  |
| Exprimés                 | Exprimés                 | Exprimés       | 1 612 | 96,35  |    |   |  |  |
| * Liste du maire sortant |                          |                |       |        |    |   |  |  |

### Oeyreluy
- Maire sortant : Jean-Louis Daguerre (DVD)
- 19 sièges à pourvoir au conseil municipal (population légale 2011 : 1 618 habitants)
- 2 sièges à pourvoir au conseil communautaire (CA Grand Dax Agglomération)

|                          | Michel Hondelatte     | DVG            | 290   | 37,66  | 3  | 0 |  |  |
|                          | Jean-Louis Daguerre * | DVD            | 480   | 62,33  | 16 | 2 |  |  |
|                          |                       |                |       |        |    |   |  |  |
| Inscrits                 | Inscrits              | Inscrits       | 1 053 | 100,00 |    |   |  |  |
| Abstentions              | Abstentions           | Abstentions    | 259   | 24,60  |    |   |  |  |
| Votants                  | Votants               | Votants        | 794   | 75,40  |    |   |  |  |
| Blancs et nuls           | Blancs et nuls        | Blancs et nuls | 24    | 2,28   |    |   |  |  |
| Exprimés                 | Exprimés              | Exprimés       | 770   | 96,98  |    |   |  |  |
| * Liste du maire sortant |                       |                |       |        |    |   |  |  |

### Ondres
- Maire sortant : Bernard Corrihons (PS)
- 27 sièges à pourvoir au conseil municipal (population légale 2011 : 4 631 habitants)
- 6 sièges à pourvoir au conseil communautaire (CC du Seignanx)

| Tête de liste  | Tête de liste      | Liste          | Premier tour | Premier tour | Second tour | Second tour | Sièges | Sièges |
| Tête de liste  | Tête de liste      | Liste          | Voix         | %            | Voix        | %           | CM     | CC     |
| -------------- | ------------------ | -------------- | ------------ | ------------ | ----------- | ----------- | ------ | ------ |
|                | Éric Guilloteau    | PS             | 1 073        | 44,59        | 1 066       | 44,15       | 20     | 5      |
|                | Christian Claderes | UMP            | 824          | 34,24        | 917         | 37,98       | 5      | 1      |
|                | Jean Saubes        | FG             | 509          | 21,15        | 431         | 17,85       | 2      |        |
|                |                    |                |              |              |             |             |        |        |
| Inscrits       | Inscrits           | Inscrits       | 3 625        | 100,00       | 3 625       | 100,00      |        |        |
| Abstentions    | Abstentions        | Abstentions    | 1 120        | 30,90        | 1 148       | 31,67       |        |        |
| Votants        | Votants            | Votants        | 2 505        | 69,10        | 2 477       | 68,33       |        |        |
| Blancs et nuls | Blancs et nuls     | Blancs et nuls | 99           | 3,95         | 63          | 2,54        |        |        |
| Exprimés       | Exprimés           | Exprimés       | 2 406        | 96,05        | 2 414       | 97,46       |        |        |

### Parentis-en-Born
- Maire sortant : Christian Ernandorena (UMP)
- 29 sièges à pourvoir au conseil municipal (population légale 2011 : 5 421 habitants)
- 7 sièges à pourvoir au conseil communautaire (CC des Grands Lacs)

|                          | Christian Ernandorena * | UMP            | 2 215 | 72,24  | 25 | 7 |  |  |
|                          | Pascal Valette          | DVG            | 427   | 13,92  | 2  |   |  |  |
|                          | Philippe Lombard        | PS             | 424   | 13,82  | 2  |   |  |  |
|                          |                         |                |       |        |    |   |  |  |
| Inscrits                 | Inscrits                | Inscrits       | 4 291 | 100,00 |    |   |  |  |
| Abstentions              | Abstentions             | Abstentions    | 1 118 | 26,05  |    |   |  |  |
| Votants                  | Votants                 | Votants        | 3 173 | 73,95  |    |   |  |  |
| Blancs et nuls           | Blancs et nuls          | Blancs et nuls | 107   | 3,37   |    |   |  |  |
| Exprimés                 | Exprimés                | Exprimés       | 3 066 | 96,63  |    |   |  |  |
| * Liste du maire sortant |                         |                |       |        |    |   |  |  |

### Peyrehorade
- Maire sortant : Alain Siberchicot (PS)
- 27 sièges à pourvoir au conseil municipal (population légale 2011 : 3 521 habitants)
- 5 sièges à pourvoir au conseil communautaire (CC du Pays d'Orthe et Arrigans)

|                          | Didier Sakellarides | DVD            | 873   | 52,46  | 21 | 4 |  |  |
|                          | Alain Siberchicot * | PS             | 791   | 47,53  | 6  | 1 |  |  |
|                          |                     |                |       |        |    |   |  |  |
| Inscrits                 | Inscrits            | Inscrits       | 2 604 | 100,00 |    |   |  |  |
| Abstentions              | Abstentions         | Abstentions    | 847   | 32,53  |    |   |  |  |
| Votants                  | Votants             | Votants        | 1 757 | 67,47  |    |   |  |  |
| Blancs et nuls           | Blancs et nuls      | Blancs et nuls | 93    | 5,29   |    |   |  |  |
| Exprimés                 | Exprimés            | Exprimés       | 1 664 | 94,71  |    |   |  |  |
| * Liste du maire sortant |                     |                |       |        |    |   |  |  |

### Pissos
- Maire sortant : Guy Destenabe (PS)
- 15 sièges à pourvoir au conseil municipal (population légale 2011 : 1 371 habitants)
- 6 sièges à pourvoir au conseil communautaire (CC Cœur Haute Lande)

| Tête de liste            | Tête de liste     | Liste          | Premier tour | Premier tour | Deuxième tour | Deuxième tour | Sièges | Sièges |
| Tête de liste            | Tête de liste     | Liste          | Voix         | %            | Voix          | %             | CM     | CC     |
| ------------------------ | ----------------- | -------------- | ------------ | ------------ | ------------- | ------------- | ------ | ------ |
|                          | Bernard Roumégoux | DVD            | 181          | 21,12        | 154           | 17,07         | 1      | 0      |
|                          | Guy Destenave*    | PS             | 306          | 35,70        | 311           | 34,47         | 2      | 1      |
|                          | Denis Saintorens  | DVG            | 370          | 43,17        | 437           | 48,44         | 12     | 5      |
|                          |                   |                |              |              |               |               |        |        |
| Inscrits                 | Inscrits          | Inscrits       | 1 141        | 100,00       | 1 141         | 100,00        |        |        |
| Abstentions              | Abstentions       | Abstentions    | 250          | 21,91        | 229           | 20,07         |        |        |
| Votants                  | Votants           | Votants        | 891          | 78,09        | 912           | 79,93         |        |        |
| Blancs et nuls           | Blancs et nuls    | Blancs et nuls | 34           | 3,82         | 10            | 1,10          |        |        |
| Exprimés                 | Exprimés          | Exprimés       | 857          | 96,18        | 902           | 98,90         |        |        |
| * Liste du maire sortant |                   |                |              |              |               |               |        |        |

### Pomarez
- Maire sortant : Claude Lasserre (PS)
- 19 sièges à pourvoir au conseil municipal (population légale 2011 : 1 502 habitants)
- 4 sièges à pourvoir au conseil communautaire (CC Coteaux et Vallées des Luys)

|                          | Claude Lasserre* | DVG            | 657   | 100,00 | 19 | 4 |  |  |
|                          |                  |                |       |        |    |   |  |  |
| Inscrits                 | Inscrits         | Inscrits       | 1 165 | 100,00 |    |   |  |  |
| Abstentions              | Abstentions      | Abstentions    | 299   | 25,67  |    |   |  |  |
| Votants                  | Votants          | Votants        | 866   | 74,33  |    |   |  |  |
| Blancs et nuls           | Blancs et nuls   | Blancs et nuls | 209   | 24,13  |    |   |  |  |
| Exprimés                 | Exprimés         | Exprimés       | 657   | 75,87  |    |   |  |  |
| * Liste du maire sortant |                  |                |       |        |    |   |  |  |

### Pontenx-les-Forges
- Maire sortant : Jean-Marc Billac (PS)
- 15 sièges à pourvoir au conseil municipal (population légale 2011 : 1 480 habitants)
- 4 sièges à pourvoir au conseil communautaire (CC de Mimizan)

|                          | Bertrand Caze     | DVG            | 274   | 33,37  | 2  | 1 |  |  |
|                          | Jean-Marc Billac* | DVG            | 547   | 66,62  | 13 | 3 |  |  |
|                          |                   |                |       |        |    |   |  |  |
| Inscrits                 | Inscrits          | Inscrits       | 1 144 | 100,00 |    |   |  |  |
| Abstentions              | Abstentions       | Abstentions    | 294   | 25,70  |    |   |  |  |
| Votants                  | Votants           | Votants        | 850   | 74,30  |    |   |  |  |
| Blancs et nuls           | Blancs et nuls    | Blancs et nuls | 29    | 3,41   |    |   |  |  |
| Exprimés                 | Exprimés          | Exprimés       | 821   | 96,59  |    |   |  |  |
| * Liste du maire sortant |                   |                |       |        |    |   |  |  |

### Pontonx-sur-l'Adour
- Maire sortant : Bernard Subsol (PS)
- 23 sièges à pourvoir au conseil municipal (population légale 2011 : 2 529 habitants)
- 6 sièges à pourvoir au conseil communautaire (CC du Pays Tarusate)

|                | Dominique Urolategui      | DVG            | 804   | 54,73  | 18 | 5 |  |  |
|                | Chantal Dedieu-camescasse | PS             | 665   | 45,26  | 5  | 1 |  |  |
|                |                           |                |       |        |    |   |  |  |
| Inscrits       | Inscrits                  | Inscrits       | 1 941 | 100,00 |    |   |  |  |
| Abstentions    | Abstentions               | Abstentions    | 410   | 21,12  |    |   |  |  |
| Votants        | Votants                   | Votants        | 1 531 | 78,88  |    |   |  |  |
| Blancs et nuls | Blancs et nuls            | Blancs et nuls | 62    | 4,05   |    |   |  |  |
| Exprimés       | Exprimés                  | Exprimés       | 1 469 | 95,95  |    |   |  |  |

### Pouillon
- Maire sortant : Yves Lahoun (PCF)
- 23 sièges à pourvoir au conseil municipal (population légale 2011 : 2 913 habitants)
- 8 sièges à pourvoir au conseil communautaire (CC du Pays d'Orthe et Arrigans)

|                | Henri Descazeaux      | DVD            | 901   | 53,03  | 18 | 6 |  |  |
|                | Jean-Raymond Marquier | PS-PCF         | 798   | 46,96  | 5  | 2 |  |  |
|                |                       |                |       |        |    |   |  |  |
| Inscrits       | Inscrits              | Inscrits       | 2 432 | 100,00 |    |   |  |  |
| Abstentions    | Abstentions           | Abstentions    | 650   | 26,73  |    |   |  |  |
| Votants        | Votants               | Votants        | 1 782 | 73,27  |    |   |  |  |
| Blancs et nuls | Blancs et nuls        | Blancs et nuls | 83    | 4,66   |    |   |  |  |
| Exprimés       | Exprimés              | Exprimés       | 1 699 | 95,34  |    |   |  |  |

### Rion-des-Landes
- Maire sortant : Joël Goyheneix (PS)
- 19 sièges à pourvoir au conseil municipal (population légale 2011 : 2 482 habitants)
- 6 sièges à pourvoir au conseil communautaire (CC du Pays Tarusate)

|                | Laurent Civel  | PS             | 962   | 100,00 | 19 | 6 |  |  |
|                |                |                |       |        |    |   |  |  |
| Inscrits       | Inscrits       | Inscrits       | 1 921 | 100,00 |    |   |  |  |
| Abstentions    | Abstentions    | Abstentions    | 559   | 29,10  |    |   |  |  |
| Votants        | Votants        | Votants        | 1 362 | 70,90  |    |   |  |  |
| Blancs et nuls | Blancs et nuls | Blancs et nuls | 400   | 29,37  |    |   |  |  |
| Exprimés       | Exprimés       | Exprimés       | 962   | 70,63  |    |   |  |  |

### Rivière-Saas-et-Gourby
- Maire sortant : Brigitte Prat (SE)
- 15 sièges à pourvoir au conseil municipal (population légale 2011 : 1 189 habitants)
- 1 sièges à pourvoir au conseil communautaire (CA Grand Dax Agglomération)

|                | Hervé Darrigade | DVG            | 356 | 51,29  | 12 | 1 |  |  |
|                | Joël Prat       | DVG            | 338 | 48,70  | 3  | 0 |  |  |
|                |                 |                |     |        |    |   |  |  |
| Inscrits       | Inscrits        | Inscrits       | 906 | 100,00 |    |   |  |  |
| Abstentions    | Abstentions     | Abstentions    | 175 | 19,32  |    |   |  |  |
| Votants        | Votants         | Votants        | 731 | 80,68  |    |   |  |  |
| Blancs et nuls | Blancs et nuls  | Blancs et nuls | 37  | 5,06   |    |   |  |  |
| Exprimés       | Exprimés        | Exprimés       | 694 | 94,94  |    |   |  |  |

### Roquefort
- Maire sortant : Pierre Chanut (PS)
- 19 sièges à pourvoir au conseil municipal (population légale 2011 : 1 884 habitants)
- 8 sièges à pourvoir au conseil communautaire (CC des Landes d'Armagnac)

|                          | Pierre Chanut* | PS             | 710   | 100,00 | 19 | 8 |  |  |
|                          |                |                |       |        |    |   |  |  |
| Inscrits                 | Inscrits       | Inscrits       | 1 442 | 100,00 |    |   |  |  |
| Abstentions              | Abstentions    | Abstentions    | 518   | 35,92  |    |   |  |  |
| Votants                  | Votants        | Votants        | 924   | 64,08  |    |   |  |  |
| Blancs et nuls           | Blancs et nuls | Blancs et nuls | 214   | 23,16  |    |   |  |  |
| Exprimés                 | Exprimés       | Exprimés       | 710   | 76,84  |    |   |  |  |
| * Liste du maire sortant |                |                |       |        |    |   |  |  |

### Sabres
- Maire sortant : Gérard Moreau (PS)
- 15 sièges à pourvoir au conseil municipal (population légale 2011 : 1 201 habitants)
- 5 sièges à pourvoir au conseil communautaire (CC Cœur Haute Lande)

|                          | Gérard Moreau* | PS             | 391 | 100,00 | 15 | 5 |  |  |
|                          |                |                |     |        |    |   |  |  |
| Inscrits                 | Inscrits       | Inscrits       | 854 | 100,00 |    |   |  |  |
| Abstentions              | Abstentions    | Abstentions    | 295 | 34,54  |    |   |  |  |
| Votants                  | Votants        | Votants        | 559 | 65,46  |    |   |  |  |
| Blancs et nuls           | Blancs et nuls | Blancs et nuls | 168 | 30,05  |    |   |  |  |
| Exprimés                 | Exprimés       | Exprimés       | 391 | 69,95  |    |   |  |  |
| * Liste du maire sortant |                |                |     |        |    |   |  |  |

### Saint-André-de-Seignanx
- Maire sortant : Jean Baylet (PS)
- 19 sièges à pourvoir au conseil municipal (population légale 2011 : 1 571 habitants)
- 2 sièges à pourvoir au conseil communautaire (CC du Seignanx)

|                          | Jean Baylet*   | DVG            | 667   | 100,00 | 19 | 2 |  |  |
|                          |                |                |       |        |    |   |  |  |
| Inscrits                 | Inscrits       | Inscrits       | 1 181 | 100,00 |    |   |  |  |
| Abstentions              | Abstentions    | Abstentions    | 403   | 34,12  |    |   |  |  |
| Votants                  | Votants        | Votants        | 778   | 65,88  |    |   |  |  |
| Blancs et nuls           | Blancs et nuls | Blancs et nuls | 111   | 14,27  |    |   |  |  |
| Exprimés                 | Exprimés       | Exprimés       | 667   | 85,73  |    |   |  |  |
| * Liste du maire sortant |                |                |       |        |    |   |  |  |

### Sainte-Eulalie-en-Born
- Maire sortant : Yves Guedo (PS)
- 15 sièges à pourvoir au conseil municipal (population légale 2011 : 1 218 habitants)
- 2 sièges à pourvoir au conseil communautaire (CC des Grands Lacs)

|                | Bernard Comet  | DVG            | 457 | 69,03  | 13 | 2 |  |  |
|                | Didier Labat   | DVG            | 205 | 30,96  | 2  | 0 |  |  |
|                |                |                |     |        |    |   |  |  |
| Inscrits       | Inscrits       | Inscrits       | 980 | 100,00 |    |   |  |  |
| Abstentions    | Abstentions    | Abstentions    | 285 | 29,08  |    |   |  |  |
| Votants        | Votants        | Votants        | 695 | 70,92  |    |   |  |  |
| Blancs et nuls | Blancs et nuls | Blancs et nuls | 33  | 4,75   |    |   |  |  |
| Exprimés       | Exprimés       | Exprimés       | 662 | 95,25  |    |   |  |  |

### Sainte-Marie-de-Gosse
- Maire sortant : Francis Betbeder (PS)
- 15 sièges à pourvoir au conseil municipal (population légale 2011 : 1 059 habitants)
- 1 sièges à pourvoir au conseil communautaire (CC de Maremne-Adour-Côte-Sud)

|                          | Francis Betbeder* | DVG            | 392 | 57,56  | 12 | 1 |  |  |
|                          | Denis Personnic   | DVD            | 289 | 42,43  | 3  | 0 |  |  |
|                          |                   |                |     |        |    |   |  |  |
| Inscrits                 | Inscrits          | Inscrits       | 836 | 100,00 |    |   |  |  |
| Abstentions              | Abstentions       | Abstentions    | 144 | 17,22  |    |   |  |  |
| Votants                  | Votants           | Votants        | 692 | 82,78  |    |   |  |  |
| Blancs et nuls           | Blancs et nuls    | Blancs et nuls | 11  | 1,59   |    |   |  |  |
| Exprimés                 | Exprimés          | Exprimés       | 681 | 98,41  |    |   |  |  |
| * Liste du maire sortant |                   |                |     |        |    |   |  |  |

### Saint-Geours-de-Maremne
- Maire sortant : Michel Penne (DVG)
- 19 sièges à pourvoir au conseil municipal (population légale 2011 : 2 291 habitants)
- 2 sièges à pourvoir au conseil communautaire (CC de Maremne-Adour-Côte-Sud)

|                          | Michel Penne * | DVG            | 1 076 | 100,00 | 19 | 2 |  |  |
|                          |                |                |       |        |    |   |  |  |
| Inscrits                 | Inscrits       | Inscrits       | 1 778 | 100,00 |    |   |  |  |
| Abstentions              | Abstentions    | Abstentions    | 546   | 30,71  |    |   |  |  |
| Votants                  | Votants        | Votants        | 1 232 | 69,29  |    |   |  |  |
| Blancs et nuls           | Blancs et nuls | Blancs et nuls | 156   | 12,66  |    |   |  |  |
| Exprimés                 | Exprimés       | Exprimés       | 1 076 | 87,34  |    |   |  |  |
| * Liste du maire sortant |                |                |       |        |    |   |  |  |

### Saint-Jean-de-Marsacq
- Maire sortant : Jean-Claude Duizabo (PS)
- 15 sièges à pourvoir au conseil municipal (population légale 2011 : 1 340 habitants)
- 1 sièges à pourvoir au conseil communautaire (CC de Maremne-Adour-Côte-Sud)

|                          | Marie-Thérèse Libier | DVG            | 459   | 58,92  | 12 | 1 |  |  |
|                          | Julien Duizabo*      | DVG            | 320   | 41,07  | 3  | 0 |  |  |
|                          |                      |                |       |        |    |   |  |  |
| Inscrits                 | Inscrits             | Inscrits       | 1 039 | 100,00 |    |   |  |  |
| Abstentions              | Abstentions          | Abstentions    | 223   | 21,46  |    |   |  |  |
| Votants                  | Votants              | Votants        | 816   | 78,54  |    |   |  |  |
| Blancs et nuls           | Blancs et nuls       | Blancs et nuls | 37    | 4,53   |    |   |  |  |
| Exprimés                 | Exprimés             | Exprimés       | 779   | 95,47  |    |   |  |  |
| * Liste du maire sortant |                      |                |       |        |    |   |  |  |

### Saint-Julien-en-Born
- Maire sortant : Gilles Ducout (DVG)
- 15 sièges à pourvoir au conseil municipal (population légale 2011 : 1 492 habitants)
- 4 sièges à pourvoir au conseil communautaire (CC Côte Landes Nature)

|                          | Pierre Lapeyre | DVD            | 348   | 34,66  | 2  | 1 |  |  |
|                          | Gilles Ducout* | DVG            | 656   | 65,33  | 13 | 3 |  |  |
|                          |                |                |       |        |    |   |  |  |
| Inscrits                 | Inscrits       | Inscrits       | 1 277 | 100,00 |    |   |  |  |
| Abstentions              | Abstentions    | Abstentions    | 218   | 17,07  |    |   |  |  |
| Votants                  | Votants        | Votants        | 1 059 | 82,93  |    |   |  |  |
| Blancs et nuls           | Blancs et nuls | Blancs et nuls | 55    | 5,19   |    |   |  |  |
| Exprimés                 | Exprimés       | Exprimés       | 1 004 | 94,81  |    |   |  |  |
| * Liste du maire sortant |                |                |       |        |    |   |  |  |

### Saint-Lon-les-Mines
- Maire sortant : Roger Larrodé (PCF)
- 15 sièges à pourvoir au conseil municipal (population légale 2011 : 1 176 habitants)
- 3 sièges à pourvoir au conseil communautaire (CC du Pays d'Orthe et Arrigans)

|                          | Roger Larrodé* | UG             | 521 | 100,00 | 15 | 3 |  |  |
|                          |                |                |     |        |    |   |  |  |
| Inscrits                 | Inscrits       | Inscrits       | 942 | 100,00 |    |   |  |  |
| Abstentions              | Abstentions    | Abstentions    | 299 | 31,74  |    |   |  |  |
| Votants                  | Votants        | Votants        | 643 | 68,26  |    |   |  |  |
| Blancs et nuls           | Blancs et nuls | Blancs et nuls | 122 | 18,97  |    |   |  |  |
| Exprimés                 | Exprimés       | Exprimés       | 521 | 81,03  |    |   |  |  |
| * Liste du maire sortant |                |                |     |        |    |   |  |  |

### Saint-Martin-de-Hinx
- Maire sortant : Alain Lavielle (PS)
- 15 sièges à pourvoir au conseil municipal (population légale 2011 : 1 320 habitants)
- 1 sièges à pourvoir au conseil communautaire (CC de Maremne-Adour-Côte-Sud)

|                          | Guy Larrigade   | DVG            | 261 | 36,70  | 2  | 0 |  |  |
|                          | Alain Lavielle* | PS             | 450 | 63,29  | 13 | 1 |  |  |
|                          |                 |                |     |        |    |   |  |  |
| Inscrits                 | Inscrits        | Inscrits       | 943 | 100,00 |    |   |  |  |
| Abstentions              | Abstentions     | Abstentions    | 201 | 21,31  |    |   |  |  |
| Votants                  | Votants         | Votants        | 742 | 78,69  |    |   |  |  |
| Blancs et nuls           | Blancs et nuls  | Blancs et nuls | 31  | 4,18   |    |   |  |  |
| Exprimés                 | Exprimés        | Exprimés       | 711 | 95,82  |    |   |  |  |
| * Liste du maire sortant |                 |                |     |        |    |   |  |  |

### Saint-Martin-de-Seignanx
- Maire sortant : Christine Dardy (PRG)
- 27 sièges à pourvoir au conseil municipal (population légale 2011 : 4 885 habitants)
- 6 sièges à pourvoir au conseil communautaire (CC du Seignanx)

|                          | Lionel Causse     | PS             | 1 557 | 58,55  | 22 | 5 |  |  |
|                          | Christine Dardy * | PRG            | 1 102 | 41,44  | 5  | 1 |  |  |
|                          |                   |                |       |        |    |   |  |  |
| Inscrits                 | Inscrits          | Inscrits       | 3 911 | 100,00 |    |   |  |  |
| Abstentions              | Abstentions       | Abstentions    | 1 086 | 27,77  |    |   |  |  |
| Votants                  | Votants           | Votants        | 2 825 | 72,23  |    |   |  |  |
| Blancs et nuls           | Blancs et nuls    | Blancs et nuls | 166   | 5,88   |    |   |  |  |
| Exprimés                 | Exprimés          | Exprimés       | 2 659 | 94,12  |    |   |  |  |
| * Liste du maire sortant |                   |                |       |        |    |   |  |  |

### Saint-Martin-d'Oney
- Maire sortant : Jean-Paul Le Tyrant (DVG)
- 15 sièges à pourvoir au conseil municipal (population légale 2011 : 4 885 habitants)
- 3 sièges à pourvoir au conseil communautaire (CA Mont-de-Marsan Agglomération)

|                          | Jean-Paul Le Tyrant* | DVG            | 473 | 62,73  | 13 | 2 |  |  |
|                          | Xavier Dumoulin      | DVG            | 281 | 37,26  | 2  | 1 |  |  |
|                          |                      |                |     |        |    |   |  |  |
| Inscrits                 | Inscrits             | Inscrits       | 972 | 100,00 |    |   |  |  |
| Abstentions              | Abstentions          | Abstentions    | 191 | 19,65  |    |   |  |  |
| Votants                  | Votants              | Votants        | 781 | 80,35  |    |   |  |  |
| Blancs et nuls           | Blancs et nuls       | Blancs et nuls | 27  | 3,46   |    |   |  |  |
| Exprimés                 | Exprimés             | Exprimés       | 754 | 96,54  |    |   |  |  |
| * Liste du maire sortant |                      |                |     |        |    |   |  |  |

### Saint-Paul-lès-Dax
- Maire sortant : Catherine Delmon (DVG)
- 33 sièges à pourvoir au conseil municipal (population légale 2011 : 12 574 habitants)
- 11 sièges à pourvoir au conseil communautaire (CA Grand Dax Agglomération)

| Tête de liste            | Tête de liste      | Liste          | Premier tour | Premier tour | Second tour | Second tour | Sièges | Sièges |
| Tête de liste            | Tête de liste      | Liste          | Voix         | %            | Voix        | %           | CM     | CC     |
| ------------------------ | ------------------ | -------------- | ------------ | ------------ | ----------- | ----------- | ------ | ------ |
|                          | Catherine Delmon * | DVG            | 2 399        | 43,08        | 2 802       | 50,10       | 25     | 9      |
|                          | Jean Lavielle      | PS             | 1 277        | 22,93        | 1 053       | 18,83       | 3      | 1      |
|                          | Philippe Lacouture | UMP-UDI        | 1 256        | 22,55        | 1 263       | 22,58       | 4      | 1      |
|                          | Sylvie Peducasse   | FG-EELV        | 636          | 11,42        | 474         | 8,47        | 1      |        |
|                          |                    |                |              |              |             |             |        |        |
| Inscrits                 | Inscrits           | Inscrits       | 9 050        | 100,00       | 9 049       | 100,00      |        |        |
| Abstentions              | Abstentions        | Abstentions    | 3 195        | 35,30        | 3 238       | 35,78       |        |        |
| Votants                  | Votants            | Votants        | 5 855        | 64,70        | 5 811       | 64,22       |        |        |
| Blancs et nuls           | Blancs et nuls     | Blancs et nuls | 287          | 4,90         | 219         | 3,77        |        |        |
| Exprimés                 | Exprimés           | Exprimés       | 5 568        | 95,10        | 5 592       | 96,23       |        |        |
| * Liste du maire sortant |                    |                |              |              |             |             |        |        |

### Saint-Perdon
- Maire sortant : Pol Rio (DVG)
- 19 sièges à pourvoir au conseil municipal (population légale 2011 : 1 658 habitants)
- 3 sièges à pourvoir au conseil communautaire (CA Mont-de-Marsan Agglomération)

|                | Jean-Louis Darrieutort | DVG            | 459   | 54,97  | 15 | 2 |  |  |
|                | Patrick Dangoumau      | DVG            | 376   | 45,02  | 4  | 1 |  |  |
|                |                        |                |       |        |    |   |  |  |
| Inscrits       | Inscrits               | Inscrits       | 1 142 | 100,00 |    |   |  |  |
| Abstentions    | Abstentions            | Abstentions    | 267   | 23,38  |    |   |  |  |
| Votants        | Votants                | Votants        | 875   | 76,62  |    |   |  |  |
| Blancs et nuls | Blancs et nuls         | Blancs et nuls | 40    | 4,57   |    |   |  |  |
| Exprimés       | Exprimés               | Exprimés       | 835   | 95,43  |    |   |  |  |

### Saint-Pierre-du-Mont
- Maire sortant : Jean-Pierre Jullian (DVG)
- 29 sièges à pourvoir au conseil municipal (population légale 2011 : 9 081 habitants)
- 8 sièges à pourvoir au conseil communautaire (CA Mont-de-Marsan Agglomération)

| Tête de liste  | Tête de liste         | Liste          | Premier tour | Premier tour | Second tour | Second tour | Sièges | Sièges |
| Tête de liste  | Tête de liste         | Liste          | Voix         | %            | Voix        | %           | CM     | CC     |
| -------------- | --------------------- | -------------- | ------------ | ------------ | ----------- | ----------- | ------ | ------ |
|                | Éric Mezrich          | PS-PCF         | 1 764        | 44,32        | 1 811       | 43,37       | 6      | 2      |
|                | Joël Bonnet           | UMP-UDI        | 1 430        | 35,92        | 1 861       | 44,57       | 22     | 6      |
|                | Arlette Tapiau-Dangla | DVG            | 786          | 19,74        | 503         | 12,04       | 1      |        |
|                |                       |                |              |              |             |             |        |        |
| Inscrits       | Inscrits              | Inscrits       | 6 579        | 100,00       | 6 577       | 100,00      |        |        |
| Abstentions    | Abstentions           | Abstentions    | 2 300        | 34,96        | 2 290       | 34,82       |        |        |
| Votants        | Votants               | Votants        | 4 279        | 65,04        | 4 287       | 65,18       |        |        |
| Blancs et nuls | Blancs et nuls        | Blancs et nuls | 299          | 6,99         | 112         | 2,61        |        |        |
| Exprimés       | Exprimés              | Exprimés       | 3 980        | 93,01        | 4 175       | 97,39       |        |        |

### Saint-Sever
- Maire sortant : Jean-Pierre Dalm (PS)
- 27 sièges à pourvoir au conseil municipal (population légale 2011 : 4 758 habitants)
- 10 sièges à pourvoir au conseil communautaire (CC Chalosse Tursan)

| Tête de liste            | Tête de liste       | Liste          | Premier tour | Premier tour | Second tour | Second tour | Sièges | Sièges |
| Tête de liste            | Tête de liste       | Liste          | Voix         | %            | Voix        | %           | CM     | CC     |
| ------------------------ | ------------------- | -------------- | ------------ | ------------ | ----------- | ----------- | ------ | ------ |
|                          | Arnaud Tauzin       | UMP            | 1 239        | 43,26        | 1 623       | 54,72       | 21     | 8      |
|                          | Jean-Pierre Dalm *  | PS             | 1 148        | 40,08        | 1 343       | 45,27       | 6      | 2      |
|                          | Jean-Claude Brethes | DVG            | 477          | 16,65        |             |             |        |        |
|                          |                     |                |              |              |             |             |        |        |
| Inscrits                 | Inscrits            | Inscrits       | 3 835        | 100,00       | 3 834       | 100,00      |        |        |
| Abstentions              | Abstentions         | Abstentions    | 873          | 22,76        | 761         | 19,85       |        |        |
| Votants                  | Votants             | Votants        | 2 962        | 77,24        | 3 073       | 80,15       |        |        |
| Blancs et nuls           | Blancs et nuls      | Blancs et nuls | 98           | 3,31         | 107         | 3,48        |        |        |
| Exprimés                 | Exprimés            | Exprimés       | 2 864        | 96,69        | 2 966       | 96,52       |        |        |
| * Liste du maire sortant |                     |                |              |              |             |             |        |        |

### Saint-Vincent-de-Paul
- Maire sortant : Michel Bastiat (PS)
- 23 sièges à pourvoir au conseil municipal (population légale 2011 : 3 024 habitants)
- 2 sièges à pourvoir au conseil communautaire (CA Grand Dax Agglomération)

|                          | Michel Bastiat *      | PS             | 761   | 51,69  | 18 | 2 |  |  |
|                          | Jean-Jacques Lahontan | DVG            | 711   | 48,30  | 5  |   |  |  |
|                          |                       |                |       |        |    |   |  |  |
| Inscrits                 | Inscrits              | Inscrits       | 2 150 | 100,00 |    |   |  |  |
| Abstentions              | Abstentions           | Abstentions    | 568   | 26,42  |    |   |  |  |
| Votants                  | Votants               | Votants        | 1 582 | 73,58  |    |   |  |  |
| Blancs et nuls           | Blancs et nuls        | Blancs et nuls | 110   | 6,95   |    |   |  |  |
| Exprimés                 | Exprimés              | Exprimés       | 1 472 | 93,05  |    |   |  |  |
| * Liste du maire sortant |                       |                |       |        |    |   |  |  |

### Saint-Vincent-de-Tyrosse
- Maire sortant : Michèle Labeyrie (PS)
- 29 sièges à pourvoir au conseil municipal (population légale 2011 : 7 743 habitants)
- 6 sièges à pourvoir au conseil communautaire (CC de Maremne-Adour-Côte-Sud)

| Tête de liste            | Tête de liste      | Liste          | Premier tour | Premier tour | Second tour | Second tour | Sièges | Sièges |
| Tête de liste            | Tête de liste      | Liste          | Voix         | %            | Voix        | %           | CM     | CC     |
| ------------------------ | ------------------ | -------------- | ------------ | ------------ | ----------- | ----------- | ------ | ------ |
|                          | Marie Aphatie      | UMP-UDI        | 1 475        | 39,33        | 2 199       | 58,78       | 23     | 5      |
|                          | Michèle Labeyrie * | PS-PCF         | 1 170        | 31,20        | 1 542       | 41,21       | 6      | 1      |
|                          | Gérald Albano      | PG             | 1 105        | 29,46        |             |             |        |        |
|                          |                    |                |              |              |             |             |        |        |
| Inscrits                 | Inscrits           | Inscrits       | 5 748        | 100,00       | 5 748       | 100,00      |        |        |
| Abstentions              | Abstentions        | Abstentions    | 1 892        | 32,92        | 1 849       | 32,17       |        |        |
| Votants                  | Votants            | Votants        | 3 856        | 67,08        | 3 899       | 67,83       |        |        |
| Blancs et nuls           | Blancs et nuls     | Blancs et nuls | 106          | 2,75         | 158         | 4,05        |        |        |
| Exprimés                 | Exprimés           | Exprimés       | 3 750        | 97,25        | 3 741       | 95,95       |        |        |
| * Liste du maire sortant |                    |                |              |              |             |             |        |        |

### Samadet
- Maire sortant : Jean Hirigoyen (DVG)
- 15 sièges à pourvoir au conseil municipal (population légale 2011 : 1 072 habitants)
- 4 sièges à pourvoir au conseil communautaire (CC Chalosse Tursan)

|                          | Jean Hirigoyen * | DVG            | 548 | 84,69  | 14 | 4 |  |  |
|                          | Yann Brongniart  | UMP            | 99  | 15,30  | 1  | 0 |  |  |
|                          |                  |                |     |        |    |   |  |  |
| Inscrits                 | Inscrits         | Inscrits       | 868 | 100,00 |    |   |  |  |
| Abstentions              | Abstentions      | Abstentions    | 161 | 18,55  |    |   |  |  |
| Votants                  | Votants          | Votants        | 707 | 81,45  |    |   |  |  |
| Blancs et nuls           | Blancs et nuls   | Blancs et nuls | 60  | 8,49   |    |   |  |  |
| Exprimés                 | Exprimés         | Exprimés       | 647 | 91,51  |    |   |  |  |
| * Liste du maire sortant |                  |                |     |        |    |   |  |  |

### Sanguinet
- Maire sortant : Bernard Laine (PS)
- 23 sièges à pourvoir au conseil municipal (population légale 2011 : 3 381 habitants)
- 4 sièges à pourvoir au conseil communautaire (CC des Grands Lacs)

|                          | Fabien Lainé    | UDI            | 1 113 | 52,69  | 18 | 3 |  |  |
|                          | Bernard Laine * | PS             | 999   | 47,30  | 5  | 1 |  |  |
|                          |                 |                |       |        |    |   |  |  |
| Inscrits                 | Inscrits        | Inscrits       | 3 010 | 100,00 |    |   |  |  |
| Abstentions              | Abstentions     | Abstentions    | 808   | 26,84  |    |   |  |  |
| Votants                  | Votants         | Votants        | 2 202 | 73,16  |    |   |  |  |
| Blancs et nuls           | Blancs et nuls  | Blancs et nuls | 90    | 4,09   |    |   |  |  |
| Exprimés                 | Exprimés        | Exprimés       | 2 112 | 95,91  |    |   |  |  |
| * Liste du maire sortant |                 |                |       |        |    |   |  |  |

### Sarbazan
- Maire sortant : Serge Gleyze (DVG)
- 15 sièges à pourvoir au conseil municipal (population légale 2011 : 1 122 habitants)
- 4 sièges à pourvoir au conseil communautaire (CC des Landes d'Armagnac)

|                | Philippe Lamarque | DVG            | 466 | 100,00 | 15 | 4 |  |  |
|                |                   |                |     |        |    |   |  |  |
| Inscrits       | Inscrits          | Inscrits       | 843 | 100,00 |    |   |  |  |
| Abstentions    | Abstentions       | Abstentions    | 232 | 27,52  |    |   |  |  |
| Votants        | Votants           | Votants        | 611 | 72,48  |    |   |  |  |
| Blancs et nuls | Blancs et nuls    | Blancs et nuls | 145 | 23,73  |    |   |  |  |
| Exprimés       | Exprimés          | Exprimés       | 466 | 76,27  |    |   |  |  |

### Saubion
- Maire sortant : Pierre Çabaloué (DVD)
- 15 sièges à pourvoir au conseil municipal (population légale 2011 : 1 385 habitants)
- 2 sièges à pourvoir au conseil communautaire (CC de Maremne-Adour-Côte-Sud)

|                          | Pierre Çabaloué* | DVD            | 529   | 100,00 | 15 | 2 |  |  |
|                          |                  |                |       |        |    |   |  |  |
| Inscrits                 | Inscrits         | Inscrits       | 1 082 | 100,00 |    |   |  |  |
| Abstentions              | Abstentions      | Abstentions    | 429   | 39,65  |    |   |  |  |
| Votants                  | Votants          | Votants        | 653   | 60,35  |    |   |  |  |
| Blancs et nuls           | Blancs et nuls   | Blancs et nuls | 124   | 18,99  |    |   |  |  |
| Exprimés                 | Exprimés         | Exprimés       | 529   | 81,01  |    |   |  |  |
| * Liste du maire sortant |                  |                |       |        |    |   |  |  |

### Saubrigues
- Maire sortant : François Dubertrand (SE)
- 15 sièges à pourvoir au conseil municipal (population légale 2011 : 1 387 habitants)
- 2 sièges à pourvoir au conseil communautaire (CC de Maremne-Adour-Côte-Sud)

|                | Benoît Darets  | DVG            | 508   | 100,00 | 15 | 2 |  |  |
|                |                |                |       |        |    |   |  |  |
| Inscrits       | Inscrits       | Inscrits       | 1 067 | 100,00 |    |   |  |  |
| Abstentions    | Abstentions    | Abstentions    | 374   | 35,05  |    |   |  |  |
| Votants        | Votants        | Votants        | 693   | 64,95  |    |   |  |  |
| Blancs et nuls | Blancs et nuls | Blancs et nuls | 185   | 26,70  |    |   |  |  |
| Exprimés       | Exprimés       | Exprimés       | 508   | 73,30  |    |   |  |  |

### Saugnac-et-Cambran
- Maire sortant : Alain Forsans (PS)
- 19 sièges à pourvoir au conseil municipal (population légale 2011 : 1 635 habitants)
- 2 sièges à pourvoir au conseil communautaire (CA Grand Dax Agglomération)

|                          | Alain Forsans* | PS             | 620   | 100,00 | 19 | 2 |  |  |
|                          |                |                |       |        |    |   |  |  |
| Inscrits                 | Inscrits       | Inscrits       | 1 191 | 100,00 |    |   |  |  |
| Abstentions              | Abstentions    | Abstentions    | 378   | 31,74  |    |   |  |  |
| Votants                  | Votants        | Votants        | 813   | 68,26  |    |   |  |  |
| Blancs et nuls           | Blancs et nuls | Blancs et nuls | 193   | 23,74  |    |   |  |  |
| Exprimés                 | Exprimés       | Exprimés       | 620   | 76,26  |    |   |  |  |
| * Liste du maire sortant |                |                |       |        |    |   |  |  |

### Seignosse
- Maire sortant : Jean-Bernard Commet (DVG)
- 23 sièges à pourvoir au conseil municipal (population légale 2011 : 3 313 habitants)
- 2 sièges à pourvoir au conseil communautaire (CC de Maremne-Adour-Côte-Sud)

|                          | Lionel Camblanne      | UMP - UDI      | 1 011 | 54,20  | 18 | 2 |  |  |
|                          | Jean-Bernard Commet * | DVG            | 854   | 45,79  | 5  |   |  |  |
|                          |                       |                |       |        |    |   |  |  |
| Inscrits                 | Inscrits              | Inscrits       | 2 984 | 100,00 |    |   |  |  |
| Abstentions              | Abstentions           | Abstentions    | 1 044 | 34,99  |    |   |  |  |
| Votants                  | Votants               | Votants        | 1 940 | 65,01  |    |   |  |  |
| Blancs et nuls           | Blancs et nuls        | Blancs et nuls | 75    | 3,87   |    |   |  |  |
| Exprimés                 | Exprimés              | Exprimés       | 1 865 | 96,13  |    |   |  |  |
| * Liste du maire sortant |                       |                |       |        |    |   |  |  |

### Soorts-Hossegor
- Maire sortant : Xavier Soubestre (DVG)
- 27 sièges à pourvoir au conseil municipal (population légale 2011 : 3 758 habitants)
- 2 sièges à pourvoir au conseil communautaire (CC de Maremne-Adour-Côte-Sud)

|                          | Xavier Gaudio      | DVD            | 1 569 | 62,13  | 22 | 2 |  |  |
|                          | Xavier Soubestre * | DVG            | 956   | 37,86  | 5  |   |  |  |
|                          |                    |                |       |        |    |   |  |  |
| Inscrits                 | Inscrits           | Inscrits       | 3 667 | 100,00 |    |   |  |  |
| Abstentions              | Abstentions        | Abstentions    | 1 051 | 28,66  |    |   |  |  |
| Votants                  | Votants            | Votants        | 2 616 | 71,34  |    |   |  |  |
| Blancs et nuls           | Blancs et nuls     | Blancs et nuls | 91    | 3,48   |    |   |  |  |
| Exprimés                 | Exprimés           | Exprimés       | 2 525 | 96,52  |    |   |  |  |
| * Liste du maire sortant |                    |                |       |        |    |   |  |  |

### Sore
- Maire sortant : Max Roumegoux (PS)
- 15 sièges à pourvoir au conseil municipal (population légale 2011 : 1 050 habitants)
- 4 sièges à pourvoir au conseil communautaire (CC Cœur Haute Lande)

|                | Vincent Gelley | DVG            | 396 | 100,00 | 15 | 4 |  |  |
|                |                |                |     |        |    |   |  |  |
| Inscrits       | Inscrits       | Inscrits       | 778 | 100,00 |    |   |  |  |
| Abstentions    | Abstentions    | Abstentions    | 233 | 29,95  |    |   |  |  |
| Votants        | Votants        | Votants        | 545 | 70,05  |    |   |  |  |
| Blancs et nuls | Blancs et nuls | Blancs et nuls | 149 | 27,34  |    |   |  |  |
| Exprimés       | Exprimés       | Exprimés       | 396 | 72,66  |    |   |  |  |

### Souprosse
- Maire sortant : Christian Ducos (PS)
- 15 sièges à pourvoir au conseil municipal (population légale 2011 : 1 028 habitants)
- 2 sièges à pourvoir au conseil communautaire (CC du Pays Tarusate)

|                          | Christian Ducos* | PS             | 487 | 100,00 | 15 | 2 |  |  |
|                          |                  |                |     |        |    |   |  |  |
| Inscrits                 | Inscrits         | Inscrits       | 487 | 100,00 |    |   |  |  |
| Abstentions              | Abstentions      | Abstentions    | 226 | 25,83  |    |   |  |  |
| Votants                  | Votants          | Votants        | 649 | 74,17  |    |   |  |  |
| Blancs et nuls           | Blancs et nuls   | Blancs et nuls | 162 | 24,96  |    |   |  |  |
| Exprimés                 | Exprimés         | Exprimés       | 487 | 75,04  |    |   |  |  |
| * Liste du maire sortant |                  |                |     |        |    |   |  |  |

### Soustons
- Maire sortant : Jean-Yves Montus (PS)
- 29 sièges à pourvoir au conseil municipal (population légale 2011 : 7 318 habitants)
- 6 sièges à pourvoir au conseil communautaire (CC de Maremne-Adour-Côte-Sud)

| Tête de liste            | Tête de liste      | Liste          | Premier tour | Premier tour | Second tour | Second tour | Sièges | Sièges |
| Tête de liste            | Tête de liste      | Liste          | Voix         | %            | Voix        | %           | CM     | CC     |
| ------------------------ | ------------------ | -------------- | ------------ | ------------ | ----------- | ----------- | ------ | ------ |
|                          | Jean-Yves Montus * | PS-PCF         | 1 889        | 48,41        | 1 917       | 46,47       | 22     | 5      |
|                          | Anne-Marie Dauga   | DVD            | 1 576        | 40,38        | 1 905       | 46,18       | 6      | 1      |
|                          | Sébastien Teulé    | DVG            | 437          | 11,19        | 303         | 7,34        | 1      |        |
|                          |                    |                |              |              |             |             |        |        |
| Inscrits                 | Inscrits           | Inscrits       | 6 182        | 100,00       | 6 182       | 100,00      |        |        |
| Abstentions              | Abstentions        | Abstentions    | 2 062        | 33,35        | 1 909       | 30,88       |        |        |
| Votants                  | Votants            | Votants        | 4 120        | 66,65        | 4 273       | 69,12       |        |        |
| Blancs et nuls           | Blancs et nuls     | Blancs et nuls | 218          | 5,29         | 148         | 3,46        |        |        |
| Exprimés                 | Exprimés           | Exprimés       | 3 902        | 94,71        | 4 125       | 96,54       |        |        |
| * Liste du maire sortant |                    |                |              |              |             |             |        |        |

### Tarnos
- Maire sortant : Jean-Marc Lespade (PCF)
- 33 sièges à pourvoir au conseil municipal (population légale 2011 : 12 007 habitants)
- 15 sièges à pourvoir au conseil communautaire (CC du Seignanx)

|                          | Jean-Marc Lespade *  | PCF-PS         | 3 711 | 62,73  | 28 | 13 |  |  |
|                          | Antoine Robles       | UMP            | 1 207 | 20,40  | 3  | 1  |  |  |
|                          | Marie-Ange Delavenne | SE             | 997   | 16,85  | 2  | 1  |  |  |
|                          |                      |                |       |        |    |    |  |  |
| Inscrits                 | Inscrits             | Inscrits       | 9 599 | 100,00 |    |    |  |  |
| Abstentions              | Abstentions          | Abstentions    | 3 430 | 35,73  |    |    |  |  |
| Votants                  | Votants              | Votants        | 6 169 | 64,27  |    |    |  |  |
| Blancs et nuls           | Blancs et nuls       | Blancs et nuls | 254   | 4,12   |    |    |  |  |
| Exprimés                 | Exprimés             | Exprimés       | 5 915 | 95,88  |    |    |  |  |
| * Liste du maire sortant |                      |                |       |        |    |    |  |  |

### Tartas
- Maire sortant : Jean-François Broqueres (PS)
- 23 sièges à pourvoir au conseil municipal (population légale 2011 : 3 134 habitants)
- 8 sièges à pourvoir au conseil communautaire (CC du Pays Tarusate)

|                          | Jean-François Broqueres * | PS-PCF-EELV    | 1 120 | 100,00 | 23 | 8 |  |  |
|                          |                           |                |       |        |    |   |  |  |
| Inscrits                 | Inscrits                  | Inscrits       | 2 299 | 100,00 |    |   |  |  |
| Abstentions              | Abstentions               | Abstentions    | 765   | 33,28  |    |   |  |  |
| Votants                  | Votants                   | Votants        | 1 534 | 66,72  |    |   |  |  |
| Blancs et nuls           | Blancs et nuls            | Blancs et nuls | 414   | 26,99  |    |   |  |  |
| Exprimés                 | Exprimés                  | Exprimés       | 1 120 | 73,01  |    |   |  |  |
| * Liste du maire sortant |                           |                |       |        |    |   |  |  |

### Tercis-les-Bains
- Maire sortant : Geneviève Scarsi (MoDem)
- 15 sièges à pourvoir au conseil municipal (population légale 2011 : 1 164 habitants)
- 1 sièges à pourvoir au conseil communautaire (CA Grand Dax Agglomération)

|                          | Daniel Grocq     | DVD            | 89  | 14,80  | 1  | 0 |  |  |
|                          | Hikmat Chahine * | DVG            | 512 | 85,19  | 14 | 1 |  |  |
|                          |                  |                |     |        |    |   |  |  |
| Inscrits                 | Inscrits         | Inscrits       | 917 | 100,00 |    |   |  |  |
| Abstentions              | Abstentions      | Abstentions    | 291 | 31,73  |    |   |  |  |
| Votants                  | Votants          | Votants        | 626 | 68,27  |    |   |  |  |
| Blancs et nuls           | Blancs et nuls   | Blancs et nuls | 25  | 3,99   |    |   |  |  |
| Exprimés                 | Exprimés         | Exprimés       | 601 | 96,01  |    |   |  |  |
| * Liste du maire sortant |                  |                |     |        |    |   |  |  |

### Tosse
- Maire sortant : Jean-Claude Daulouède (DVD)
- 19 sièges à pourvoir au conseil municipal (population légale 2011 : 2 391 habitants)
- 2 sièges à pourvoir au conseil communautaire (CC de Maremne-Adour-Côte-Sud)

|                          | Jean-Claude Daulouède * | DVD            | 924   | 100,00 | 19 | 2 |  |  |
|                          |                         |                |       |        |    |   |  |  |
| Inscrits                 | Inscrits                | Inscrits       | 1 984 | 100,00 |    |   |  |  |
| Abstentions              | Abstentions             | Abstentions    | 841   | 42,39  |    |   |  |  |
| Votants                  | Votants                 | Votants        | 1 143 | 57,61  |    |   |  |  |
| Blancs et nuls           | Blancs et nuls          | Blancs et nuls | 219   | 19,16  |    |   |  |  |
| Exprimés                 | Exprimés                | Exprimés       | 924   | 80,84  |    |   |  |  |
| * Liste du maire sortant |                         |                |       |        |    |   |  |  |

### Vielle-Saint-Girons
- Maire sortant : Bernard Trambouze (DVG)
- 15 sièges à pourvoir au conseil municipal (population légale 2011 : 1 195 habitants)
- 4 sièges à pourvoir au conseil communautaire (CC Côte Landes Nature)

|                          | Bernard Trambouze *     | DVG            | 478   | 54,75  | 12 | 3 |  |  |
|                          | Robert Camguilhem       | DVD            | 279   | 31,95  | 2  | 1 |  |  |
|                          | Jean-Pierre Maubourguet | DVG            | 116   | 13,28  | 1  | 0 |  |  |
|                          |                         |                |       |        |    |   |  |  |
| Inscrits                 | Inscrits                | Inscrits       | 1 107 | 100,00 |    |   |  |  |
| Abstentions              | Abstentions             | Abstentions    | 185   | 16,71  |    |   |  |  |
| Votants                  | Votants                 | Votants        | 922   | 83,29  |    |   |  |  |
| Blancs et nuls           | Blancs et nuls          | Blancs et nuls | 49    | 5,31   |    |   |  |  |
| Exprimés                 | Exprimés                | Exprimés       | 873   | 94,69  |    |   |  |  |
| * Liste du maire sortant |                         |                |       |        |    |   |  |  |

### Vieux-Boucau
- Maire sortant : Pierre Froustey (PS)
- 19 sièges à pourvoir au conseil municipal (population légale 2011 : 1 551 habitants)
- 2 sièges à pourvoir au conseil communautaire (CC de Maremne-Adour-Côte-Sud)

|                          | Pierre Froustey *      | UG             | 676   | 52,08  | 15 | 2 |  |  |
|                          | Robert-Maurice Lafitte | DVD            | 622   | 47,91  | 4  | 0 |  |  |
|                          |                        |                |       |        |    |   |  |  |
| Inscrits                 | Inscrits               | Inscrits       | 1 617 | 100,00 |    |   |  |  |
| Abstentions              | Abstentions            | Abstentions    | 287   | 17,75  |    |   |  |  |
| Votants                  | Votants                | Votants        | 1 330 | 82,25  |    |   |  |  |
| Blancs et nuls           | Blancs et nuls         | Blancs et nuls | 32    | 2,41   |    |   |  |  |
| Exprimés                 | Exprimés               | Exprimés       | 1298  | 97.59  |    |   |  |  |
| * Liste du maire sortant |                        |                |       |        |    |   |  |  |

### Villeneuve-de-Marsan
- Maire sortant : Bernard Roumat (PS)
- 19 sièges à pourvoir au conseil municipal (population légale 2011 : 2 374 habitants)
- 7 sièges à pourvoir au conseil communautaire (CC du Pays de Villeneuve en Armagnac Landais)

|                          | Bernard Roumat * | PS-PCF         | 754   | 100,00 | 19 | 7 |  |  |
|                          |                  |                |       |        |    |   |  |  |
| Inscrits                 | Inscrits         | Inscrits       | 1 798 | 100,00 |    |   |  |  |
| Abstentions              | Abstentions      | Abstentions    | 758   | 42,16  |    |   |  |  |
| Votants                  | Votants          | Votants        | 1 040 | 57,84  |    |   |  |  |
| Blancs et nuls           | Blancs et nuls   | Blancs et nuls | 286   | 27,50  |    |   |  |  |
| Exprimés                 | Exprimés         | Exprimés       | 754   | 72,50  |    |   |  |  |
| * Liste du maire sortant |                  |                |       |        |    |   |  |  |

### Ychoux
- Maire sortant : Marc Ducom (PS)
- 19 sièges à pourvoir au conseil municipal (population légale 2011 : 2 091 habitants)
- 3 sièges à pourvoir au conseil communautaire (CC des Grands Lacs)

|                          | Marc Ducom *   | PS             | 879   | 100,00 | 19 | 3 |  |  |
|                          |                |                |       |        |    |   |  |  |
| Inscrits                 | Inscrits       | Inscrits       | 1 536 | 100,00 |    |   |  |  |
| Abstentions              | Abstentions    | Abstentions    | 514   | 33,46  |    |   |  |  |
| Votants                  | Votants        | Votants        | 1 022 | 66,54  |    |   |  |  |
| Blancs et nuls           | Blancs et nuls | Blancs et nuls | 143   | 13,99  |    |   |  |  |
| Exprimés                 | Exprimés       | Exprimés       | 879   | 86,01  |    |   |  |  |
| * Liste du maire sortant |                |                |       |        |    |   |  |  |

### Ygos-Saint-Saturnin
- Maire sortant : Pierre Beyria (SE)
- 15 sièges à pourvoir au conseil municipal (population légale 2011 : 1 240 habitants)
- 4 sièges à pourvoir au conseil communautaire (CC du Pays Morcenais)

|                | Bernard Dargelos | DVG            | 385   | 53,54  | 12 | 3 |  |  |
|                | Marc Dupouy      | DVD            | 334   | 46,45  | 3  | 1 |  |  |
|                |                  |                |       |        |    |   |  |  |
| Inscrits       | Inscrits         | Inscrits       | 1 022 | 100,00 |    |   |  |  |
| Abstentions    | Abstentions      | Abstentions    | 274   | 26,81  |    |   |  |  |
| Votants        | Votants          | Votants        | 748   | 73,19  |    |   |  |  |
| Blancs et nuls | Blancs et nuls   | Blancs et nuls | 29    | 3,88   |    |   |  |  |
| Exprimés       | Exprimés         | Exprimés       | 719   | 96,12  |    |   |  |  |